# Eszék

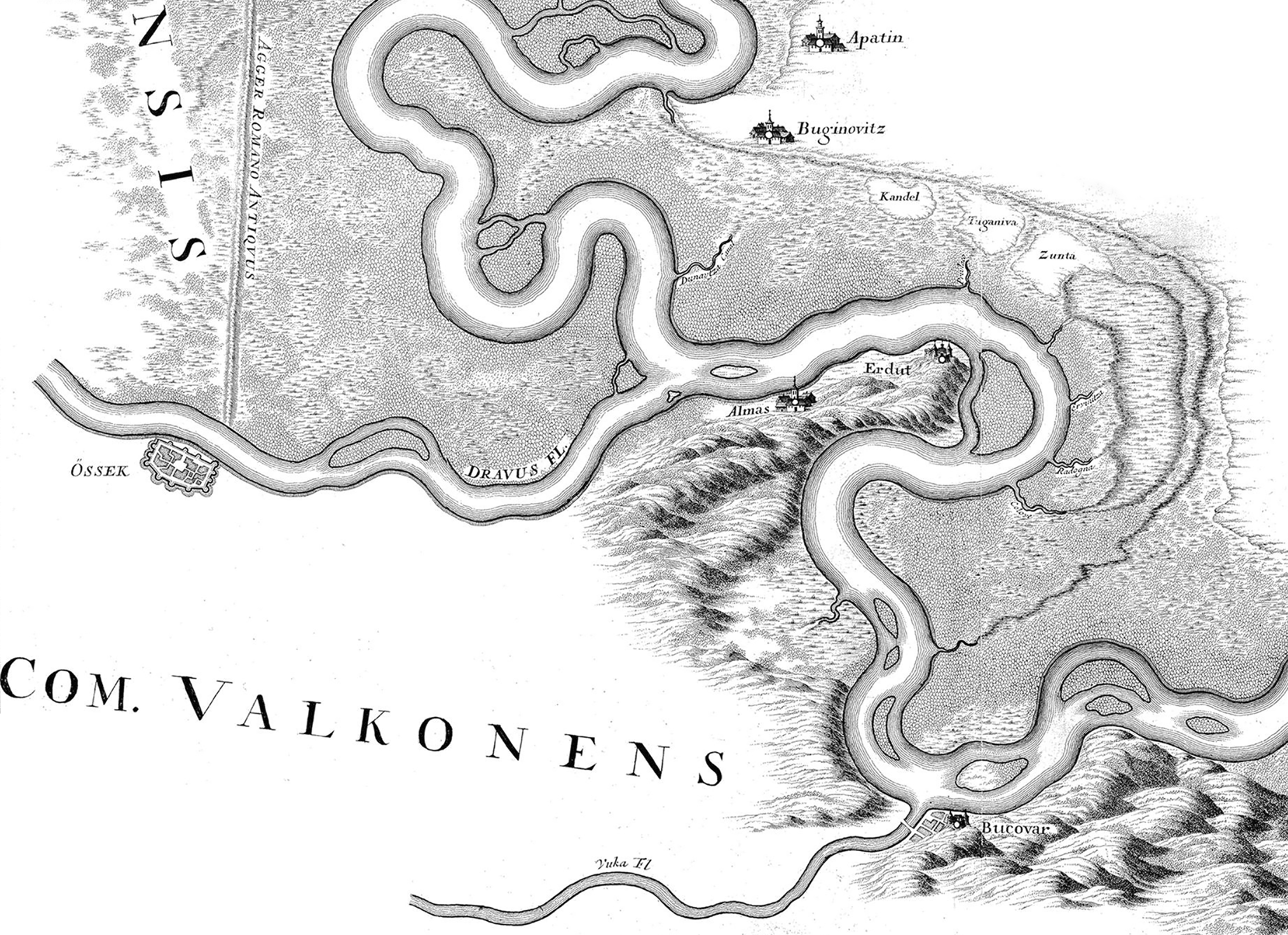
Eszék Luigi Ferdinando Marsigli Mappa Generalis térképén (1726)

Eszék (horvátul: Osijek, németül: Essegg, latinul: Mursa) város Horvátországban. Szlavónia legnagyobb és Horvátország negyedik legnagyobb városa, Eszék-Baranya megye közigazgatási, gazdasági, kulturális és oktatási székhelye. A Diakovár-Eszéki főegyházmegye társszékvárosa.

## Fekvése
Szlavónia északkeleti peremén, a Dráva jobb partján ősi folyami átkelőhelynél fekszik, az eszéki híd az évszázadok során a Dráva legfontosabb átkelőhelye volt. Itt halad át az egyik fontos észak–déli irányú közlekedési útvonal, amely Budapestet Eszéken át Szarajevóval és a tengerparti Ploče kikötőjével köti össze. Eszék fontos vasúti csomópont is, ahol a Dráva menti és Száva menti vonalak találkoznak a Bosznia-Hercegovina és Magyarország felől érkező vonalakkal. A város nemzetközi repülőtere innen 20 km-re délkeletre található.
Eszék hét városrészre oszlik: Erőd (Tvrđa), Felsőváros (Gornji grad), Alsóváros (Donji grad), Újváros (Novi grad), Iparnegyed (Industrijska četrvt), Rétfalu (Retfala) és Dél II. (Jug II.) Eszék a legzöldebb horvát város a maga 394 000 m²-ével (kb. 40 hektár).

## Nevének eredete
Kiss Lajos szerint neve a szláv „osek” (= akol, vagy lejtő) főnévből származik, de horvát források általában a horvát „oseka” főnévből magyarázzák, amely a környező vizes területből kiemelkedő olyan száraz helyet jelöl, amely alkalmas a házépítésre. A középkori magyar oklevelek „Eszek”, vagy „Ezeek”, a későbbi német iratok „Essegg”, vagy „Essec” alakban említik. Latin neve az illír „murs” (= mocsár) főnévből való.

## Története

### Eszék története a középkorig
Eszék területe a legősibb idők óta lakott. Az itt előkerült őskori régészeti leletek között megtalálhatók a neolitikum kő-, agyag- és csonteszközei, valamint réz- és a bronzkori szekercék is. A vaskort a La Tène-kultúra leletei képviselik. A római hódítást megelőző időben a kelta Mursa volt itt a legjelentősebb település. Helyét főként a mai Alsóváros területén az i. e. 2. századból származó kelta szentély lelete erősíti meg. A rómaiak több hadjáratban az 1. században törték meg végleg a térség kelták törzseinek ellenállását, majd a kelta település helyén Mursa néven légiós tábort építettek. A tábor védőfalainak kettős árkai és a földsáncok maradványai a felszínen egészen a 18. század közepéig voltak láthatóak, amikor nyugati részüket a térképi ábrázolások is rögzítették mielőtt az Alsóváros bővítésével végleg eltűntek. A szabályos négyszög alaprajzú légiós tábor falait a Dráva felé hosszabbították meg, ahol a folyami kikötőt és a közelében épített hidat is védték. Ennek a hídnak a kőpillérei alacsony vízállásnál ma is láthatók a Dráva medrében. A híd után a folyó másik oldalán a mai Kopács felé a mocsaras területen át hidakkal ellátott hosszú töltés vezetett. Hadrianus császár ideje alatt Mursát Colonia Aelia Mursa néven (124-ben vagy 133-ban) colonia rangjára emelték, egyúttal a város területét nyugatra, a castrum falain kívül jelentősen kiterjesztették. Ennek a területnek a kutatását jelenleg is folytatják a Szlavónia Múzeum munkatársai és máris jelentős eredményeket értek el a római város feltárásában. 
351. szeptember 28-án Mursa falainál dúlt az ókor egyik legvéresebb csatája Constans császár korábbi hadvezére, majd gyilkosa, a trónbitorló Flavius Magnus Magnentius és II. Constantius között a trónért folytatott harcban, melyben II. Constantius győzött. A csatában több mint negyvenezer katona esett el. A győzelem után Constantius a városban diadalívet emeltetett. A római várost 441-ben eltörölte a népvándorlás.

### Eszék a középkorban
Már I. István idején itt vezetett a várakat összekötő hadi út. Ez az út volt az útvonala a szentföldi zarándokoknak és a keresztes hadaknak is. Ehhez kapcsolódik a település első lehetséges középkori említése az 1030 és 1043 között készült jeruzsálemi itinerárium, a „Via Hireosolymitana” latin szövegében „ad civitatem, quae vocatur Duldumast” alakban található szövegrész. A Duldumastban nem nehéz felismerni a szláv „dolgo most” (hosszú híd) kifejezést, amely vonatkozhatott a Dráva itteni átkelőjére is. Azonosítása azonban nem egyértelmű.
Eszék minden kétséget kizáró első írásos említése Imre király 1196-ban kelt oklevelében történt „Ezeek” alakban, melyben a cikádori egyházat megerősíti a Géza, István és Béla királyok által tett adományok birtokában elrendelve, hogy az eszéki vásáron és az egyházhoz tartozó valamennyi révben az izmaeliták, besenyők és mások is vámot fizessenek. Eszék piaca és révje tehát a cikádori apátságéi voltak, ahol a király rendelete szerint a besenyők, a böszörmények és mások is kötelesek voltak vásár- és révvámot fizetni az apátságnak. Ez a dokumentum nagyon fontos, mert azt bizonyítja, hogy a 12. században Eszék már fontos vásárhely volt annak az ókori római útnak a vonalán, amely összekötötte Délkelet-Európát a Pannon-síksággal. Sajnos a 13. századból nem őrződtek meg a várost említő dokumentumok, csak a mai ferences kolostor udvarán megtalált román stílusú Szentháromság plébániatemplom alapfalai adnak némi támpontot a város akkori nagyságáról és jelentőségéről. Egy későbbi gótikus bővítéssel Eszék egy viszonylag nagy, háromhajós templomot kapott, amelybe a Kórógyi család tagjait temették el. Tudjuk, hogy Eszéken egy ágostonrendi kolostor is volt, ez pedig a hely városi jellegének további megerősítése. 

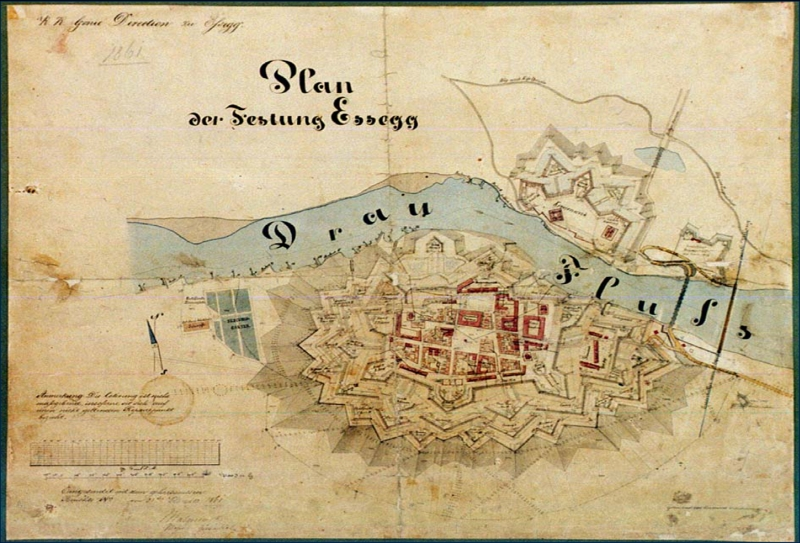
Eszék várának tervrajza (1861)

1332-ben a pápai tizedjegyzék szerint plébánosa 1 márka, 1335-ben 22 garas pápai tizedet fizetett. 1339-ben Baranya vármegye közgyűlése a bellyei nemesek kérésére elrendelte, hogy ezután az eszéki rév vámja felerészben a baranyai ispánt, felerészben pedig a bellyei nemeseket illesse. A 14. században a város birtokosai az akkori Szlavónia egyik legbefolyásosabb urai, a Kórógyiak voltak. Nekik köszönhető, hogy Eszék a Dráva és Száva közének egyik legfontosabb helyévé fejlődött. A 14. században megyei vásárát említik. Mivel urai gyakran a baranyai ispáni és a macsói báni feladatokat is ellátták a város fontos közigazgatási központi szerepet is betöltött. Eszék és környéke 1469-es adóösszeírása szintén fejlett városi életről tanúskodik, amelyből a városi igazgatás szerkezete, valamint a polgárság gazdasági és demográfiai viszonyai is kiolvashatók. Ebben a dokumentumban Eszékre mint városra (civitas) hivatkoznak, míg más források mezővárosra (oppidum) utalnak. Ez alapján elmondható, hogy Eszék tipikusan középkori kereskedő- és kézművesváros volt, ahol túlnyomórészt magyar lakosság élt. Néhány történész szerint a Kórógyiak Eszékje már városfalakkal is rendelkezett, ennek azonban ellentmond, hogy a város védműveit csak a török korban említik. Biztosra vehető, hogy már a Kórógyiak felépítettek itt egy kisebb castellumot, amely városi lakóhelyük volt. A család kihalása után 1472-ben Mátyás király az itteni birtokot Ungor Ivánnak és Csupor Miklósnak adta. Ezt követően Eszék mint a Boldogságos Szűzről nevezett budai káptalan birtoka lett. 1490-ben Mátyás rokonának Geréb Péternek a birtokában találjuk, majd 1517-ben már újra a budai káptalané.

### A török uralom alatt
Az I. Szulejmán szultán vezette török sereg 1526. augusztus 14-én érkezett a városba, melyet harc nélkül foglalt el, de Ibrahim pasa mégis földig romboltatta. 1526. augusztus 22-én itt kelt át a folyón, utána a hidat felégette. Később Szulejmán teljesen újjáépíttette, és a Dráván, valamint a környező mocsaras területen át 8 km hosszan húzódó hidat ácsoltatott, mely egészen Dárdáig ért. Eszéket a 160 évig tartó török uralom alatt is a kézművesség, a kereskedelem és a nagy vásárok tették híressé. 1537-ben itt aratott győzelmet a török a császári seregeken. 1566-ban útban Szigetvár felé itt kelt át a Dráván I. Szulejmán szultán. 1599-ben a hidat Pálffy Miklós égette fel. 1664. február 2-án Zrínyi Miklós sikeres téli hadjárata során ismét felgyújtotta. 1683. június 7-én itt fogadta Kara Musztafa nagyvezír a tisztelgő látogatásra érkező Thökölyt. A török korban a település központi részét félkör alakú tornyokkal erősített kőfalakkal övezték és a Dráva vizével elárasztott széles sáncokkal vették körül. A város magja körül, déli és nyugati irányban, egy kevésbé jelentős településrész alakult ki, melynek védőövét, helyenként félkör és négyzetes tornyokkal ellátott paliszád alkotta.

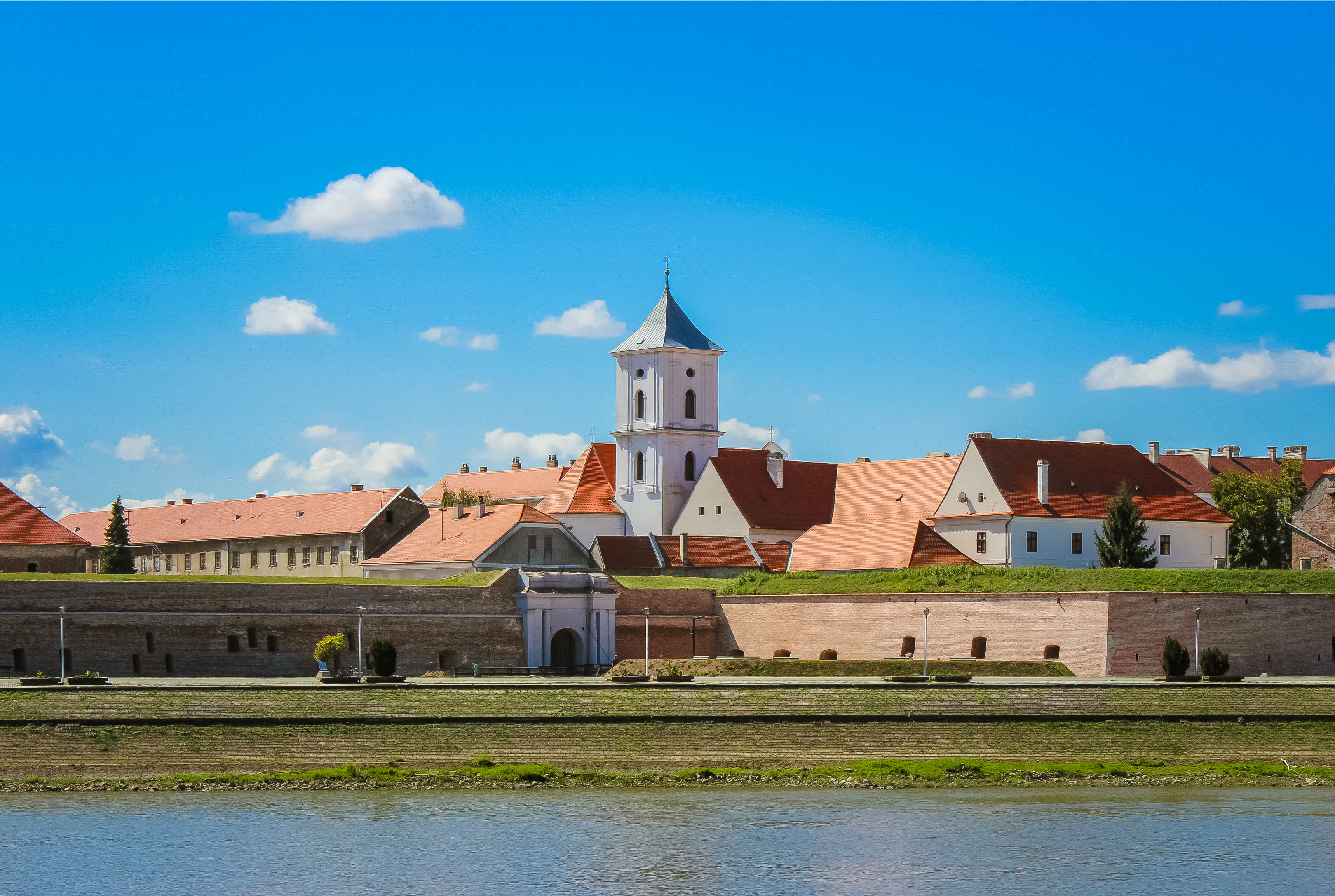
A vár látképe a Dráva felől

Eszéket 1687-ben Szent Mihály napján foglalták vissza a császári csapatok, majd a városba német telepeseket hoztak, akik 1945-ig a lakosság többségét alkották. 1690-ben a török ostrom alá vette, melyben csaknem teljesen lerombolta, de elfoglalni nem tudta. Eszék vára 1712 és 1721 között épült, ma egyike Horvátország legnagyobb erődítményeinek. A török kori erődítéseket megtartva a nagyobb hatékonyság érdekében, a Dráva partjára két félbástyát, míg a város déli oldalára, három bástyát emeltek. A Dráva túlsó partján egy kisebb, új erődítményt emeltek, melynek hídfővédelmi szerepe volt. A falakon belül barokk házak épültek. Katonai okokból a lakosság a falaktól nyugatra és keletre telepedett le, ezáltal új negyedeket hozva létre. Nyugaton, a Dráva folyásával ellenkező irányban alakult ki a Felsőváros, míg a vártól a folyás irányában az Alsóváros.

### A városi fejlődés útján
A 18. század elején az Alsó- és a Felsővárosban külön magisztrátust alakítottak, ennek következtében ez a két egység önálló városi önkormányzatként működött. Így az Eszék eredeti magjával már három település birtokosa egyaránt az udvari kamara volt. A vásárok tartásával kapcsolatos viták miatt a három részt csak 1786. december 2-án egyesítették II. József rendeletével. A 18. század folyamán Eszék Szlavónia legfontosabb politikai, gazdasági és kulturális központjává nőtte ki magát, számos kézműves és kereskedő, a könyvtár, a színház mellett 1729-ben a jezsuita középiskolát is megnyitották. 1735-ben a ferencesek nyomdát hoztak létre, majd filozófiai és teológiai iskolát alapítottak. 1809. augusztus 28-án Eszéket ünnepélyesen szabad királyi város rangjára emelték és ezzel a város történetének új korszaka kezdődött. Eszék gyors fejlődésének ideje – különösen a Felsővárosban – a 19. század közepe volt. Az Alsóvárosban 1874-ben felépítették Európa egyik legnagyobb és legszebb kórházát. 1846-ban felépítették a megyeháza palotáját, majd 1866-ban ezzel szemben a Horvát Nemzeti Színház épületét. A 19. század vége felé több középiskola nyílt – ipari, reál, tanító és kereskedelmi képzéssel. A Vártól a Felsővárosig terjedő szakaszon villákat és más szecessziós stílusú épületeket építettek. 1882-ben a vasúti fahíd leszakadásakor 26 huszár és 2 vasúti munkás lelte halálát. 1883-ban emlékkövet állítottak az emlékükre. Hegedűs Sándor kereskedelmi miniszter és Nagy Ferenc akkori kereskedelmi államtitkár bizalmából Strausz Farkas MÁV főellenőr 22 hitelszövetkezetet, valamint Bródban és Eszéken Julián-iskolákat szervezett az ottani magyarság számára. 

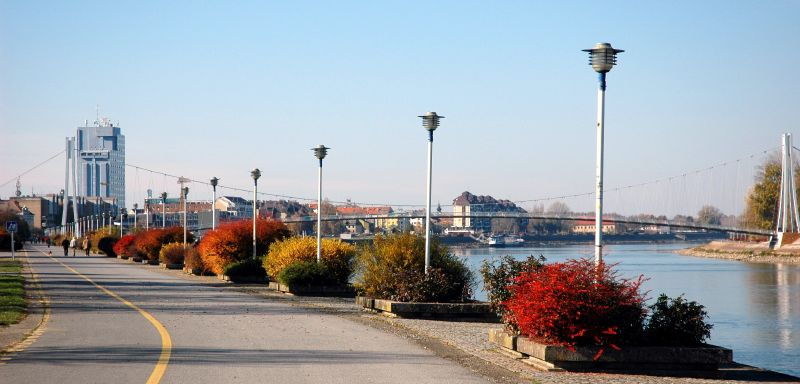
A Dráva-parti sétány

### Eszék a 20. században
Eszék a trianoni békeszerződésig Verőce vármegye székhelye volt. 1918 végén az Osztrák–Magyar Monarchia felbomlásával az új szerb-horvát-szlovén állam, majd később (1929-ben) Jugoszlávia része lett. 1941 áprilisában a második világháború idején a Jugoszláv Királyság felbomlott, és Eszék a Független Horvát Állam részévé vált. 1941 és 1945 között a Drávaköz Magyarország része volt, így Eszék határváros lett. A háború idején súlyos károk érték a szövetséges erők bombázásainak következtében. Maga a város 1945. április 14-én szabadult fel. A háború után több egyetemi kar és főiskola jött létre Eszéken. 1975-ben megalapították az egyetemet is, amely azóta az eszéki születésű Josip Juraj Strossmayer püspök nevét viseli.

### Eszék a délszláv háborúban
A város elleni első szerb támadások már 1991. június 29-én megkezdődtek Tenye felől. Augusztus 19-én a JNA repülőgépei támadták a várost, két nő meghalt, megsérült a székesegyház és több ipari üzem. 21-én a JNA tüzérséggel támadta a várost és a környező falvakat, a polgári személyek közül többen megsérültek. Szeptember 3-án újabb tüzérségi támadás érte a várost, melyben 18-an meghaltak, 28-an megsebesültek. Szeptember 6-án a támadásban megsérült a Szent Péter-templom. 15-én a kórházat ágyúzták és 4 személyt megöltek. 16-án a horvát védők 10 harckocsit lőttek ki, melyek egész nap a kórházat támadták. Ezen a napon horvát kézre került a hadsereg háza. Szeptemberben a JNA gépesített páncélos haderőket vont össze Eszék külvárosában és Baranyában egy a város elleni átfogó támadás előkészítésére. A horvátok kisebb támadásokkal próbálták enyhíteni a városra gyakorolt nyomást. November 18-án elesett Vukovár és a szerbek nagyobb erőket tudtak átcsoportosítani Eszék irányába. December 5-én elfoglalták Antunovacot. Ugyanezen a napon a JNA erők és a szerb szabadcsapatok nagyerejű tüzérségi előkészítés után általános páncélos támadást kezdtek a város elfoglalására. A horvát erőknek a város déli határában fekvő Rosinjači-erdőben csak nagy veszteségekkel járó csatában sikerült megállítaniuk a támadást. A szerbek december 16-án elfoglalták Paulin Dvort, de a hónap hátralevő részében a horvátoknak sikerült mintegy 30 km² területet felszabadítani Baranyában az ellentámadás előkészítésére. Az 1993-ig tartó városvédő harcokban végül 1260-an áldozták életüket, a sebesültek száma pedig a civilekkel együtt meghaladta az ötezret.

## Közigazgatásilag hozzá kapcsolt települések
Eszék város összesen 12 településből áll, ezek (népességük a 2011-es népszámlálás szerint):
- Adolffalva (Višnjevac), lélekszáma 6 680
- Brijest, lélekszáma 1187
- Briješće, lélekszáma 1318
- Drávanémeti (Nemetin), lélekszáma 139
- Drávaszarvas (Sarvaš), lélekszáma 1884
- Eszék (Osijek), lélekszáma 84 104
- Jenőfalva (Podravlje), lélekszáma 357
- Józseffalva (Josipovac), lélekszáma 4 101
- Kisdárda (Tvrđavica), lélekszáma 578
- Klisszapuszta (Klisa), lélekszáma 324
- Rétfalu (1947-ben Eszékhez csatolva)
- Ténye (Tenja), lélekszáma 7 376

## Éghajlat
Kontinentális éghajlat van a régióban. Az évi átlag középhőmérséklet 11 °C:
| Hónap                                                 | Jan. | Feb. | Már. | Ápr. | Máj. | Jún. | Júl. | Aug. | Szep. | Okt. | Nov. | Dec. | Év   |
| ----------------------------------------------------- | ---- | ---- | ---- | ---- | ---- | ---- | ---- | ---- | ----- | ---- | ---- | ---- | ---- |
| Átlagos max. hőmérséklet (°C)                         | 2,8  | 5,0  | 11,2 | 16,7 | 21,6 | 25,2 | 27,1 | 27,1 | 23,6  | 17,9 | 9,0  | 5,0  | 16,1 |
| Átlaghőmérséklet (°C)                                 | −0,9 | 0,9  | 6,2  | 11,5 | 16,5 | 19,7 | 21,8 | 20,8 | 16,9  | 11,3 | 5,7  | 1,2  | 11,0 |
| Átlagos min. hőmérséklet (°C)                         | −3,5 | −2,5 | 0,9  | 5,1  | 9,8  | 13,5 | 14,7 | 14,1 | 10,6  | 6,1  | 2,2  |      | 6,0  |
| Átl. csapadékmennyiség (mm)                           | 41   | 35   | 40   | 51   | 59   | 82   | 65   | 62   | 51    | 57   | 62   | 49   | 654  |
| Forrás: Horvát Meteorológiai és Hidrológiai Szolgálat |      |      |      |      |      |      |      |      |       |      |      |      |      |

## Lakosság

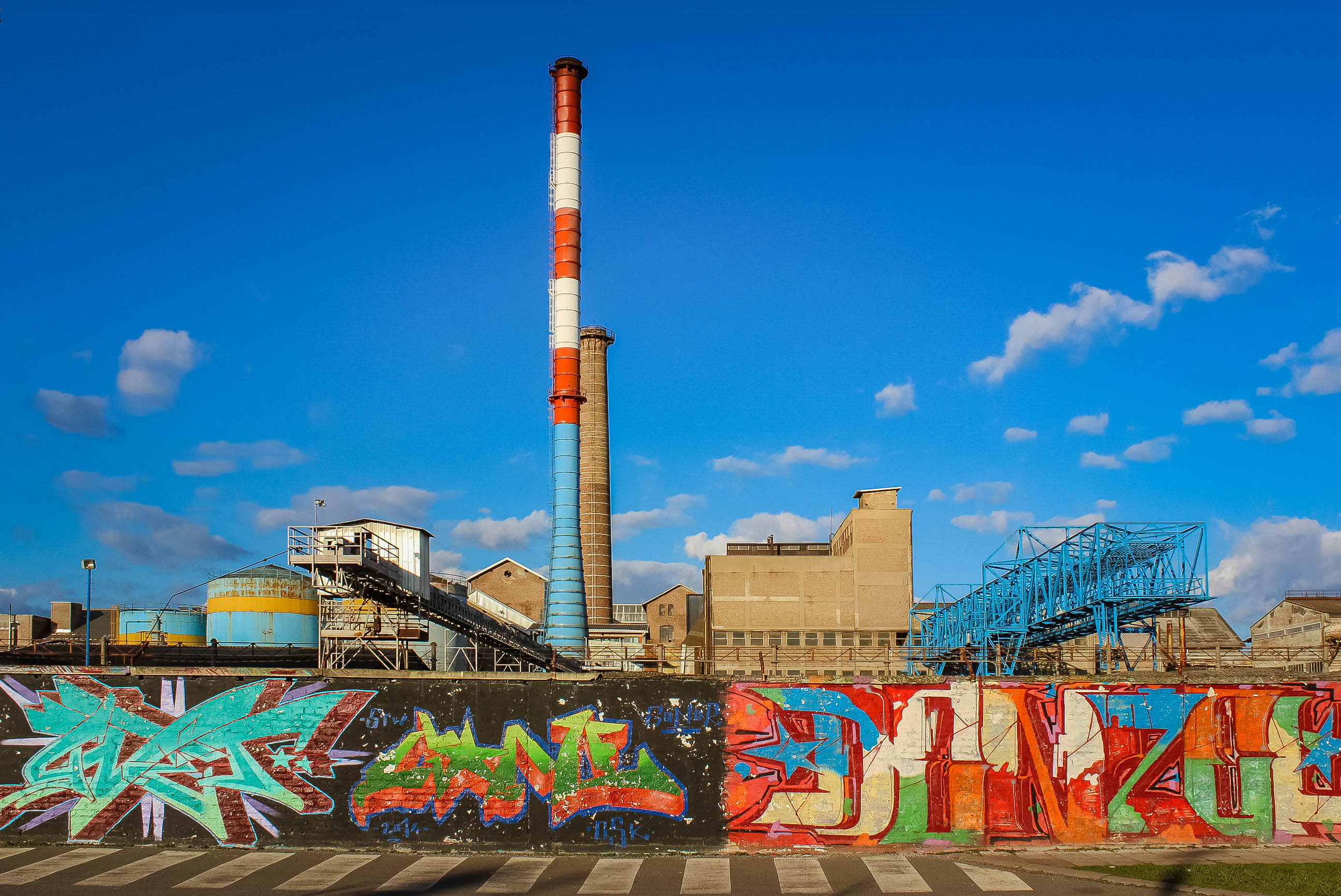
Az eszéki cukorgyár épületei

- 1910-ben 31 388 lakosából 12 625 horvát, 11 269 német, 3729 magyar, 2889 szerb, 432 cseh, 155 szlovén és 105 szlovák volt.
- 2002-ben 114 616 lakosából 99 234 horvát, 8767 szerb, 1154 magyar, 480 albán, 211 bosnyák, 169 szlovén, 124 cigány, 39 cseh volt.
- 2011-ben 108 048 lakosából 96 746 horvát (89,54%); 6 751 szerb (6,25%); 979 magyar (0,91%); 263 német (0,24%) és egyéb (3,06%).[15]

## Gazdaság
Eszék régen jelentős horvát ipari központ volt. Iparosodottabbnak tartották, mint a fővárost, Zágrábot, ezért horvát Manchesternek is hívták. Különösen fejlett volt a gépipar, a vegyipar, az édességipar, a cukorgyártás, a sörgyártás. Ismert volt a mára megszűnt Dráva gyufagyár. A város az 1990-es évektől magas munkanélküliséggel küzd, amely a gazdaság mély válsága miatt alakult ki. Az ipar háttérbe szorulásával a várost mára inkább mezőgazdasági régió központjaként jellemezhetjük.

## Nevezetességei
- A városmag legjelentősebb épülete a vár. Helyén a középkorban feltehetően a Marótiak kastélya állt, ebből azonban mára semmi sem maradt. Eszék várának építését a törökök kezdték, amikor a település központi részét, félkör alakú tornyokkal erősített kőfalakkal övezték és a Dráva vizével elárasztott széles sáncokkal vették körül. A felszabadítás után rögtön hozzákezdtek felújításához. Előbb a törökkori erődítések köré ideiglenes jelleggel bástyás védőövet emeltek, majd megindult a vár tervszerű átépítése. A török erőd mellé a Dráva partjára két félbástyát, a város déli oldalára pedig három bástyát emeltek. A Dráva túloldalán hídfővédelmi szereppel egy kisebb erőd is épült. Később megnövelték a bástyák területét és szilárdabb anyagból építették őket át. A várostól keletre emelkedő magaslaton egy ún. szarvművet is építettek. Az építési munkálatokat Johann Stephan von Beckers tábornok vezette. A 18. és 19. században még történt néhány kisebb bővítés és módosítás, illetve egyes részeket lebontottak. A védművek visszabontása forgalmi és városfejlesztési okokból az első világháború után kezdődött, ezeknek csak kisebb részei maradtak meg. Megmaradtak a vár közepén a 18. században épített katonai, állami és polgári épületek. Megmaradt a Dráva partján a nagyméretű Vizibástya, az erőd északkeleti része, valamint a vár túloldalán az egykori koronamű keleti félbástyája. Láthatók még a szomszédos kötőgátak részei a kazamatákkal, valamint a koronamű középső bástyája.

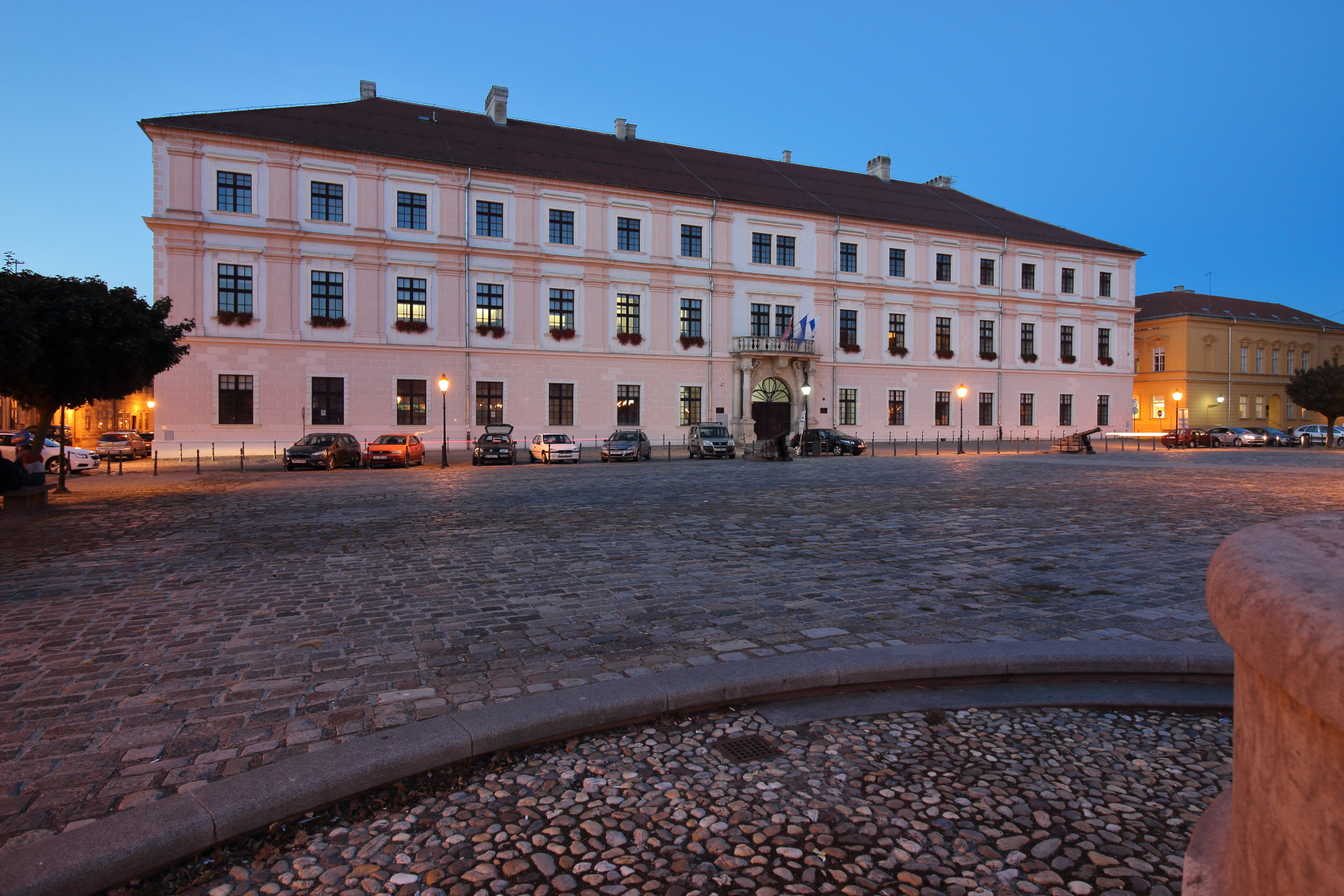
A Generalkomande épülete

- A vár központi tere a Szentháromság tér, amelyen 18. századi barokk épületek sorakoznak. A legjelentősebb a szlavón katonai parancsnokság kétemeletes palotája,[16] amely Savoyai Jenő herceg parancsára épült 1724 és 1726 között. Az épület eredetileg toszkán oszlopokkal ellátott udvari árkádokkal rendelkezett. Reprezentatív homlokzatával, Atlaszok által tartott kapuzatával, lépcsőházával a bécsi paloták hatását tükrözi. Az épület második emeletét később, 1765-ben építették. A tér bal oldalán található a Főőrség épülete,[17] amelyet eredetileg az erőd őrségének szállásául építettek, ma a Szlavónia Múzeum helyiségei találhatók benne. Tornyának teraszáról a teljes környéket belátni. A tér másik oldalán található a városbíróság saroképülete,[18] 1702-től ebben működött volt városháza. Ma a Szlavónia Múzeum van elhelyezve benne. A Szlavónia Múzeumot 1877-ben alapították. A továbbiakban a 18. századi barokk egyszerű épületei dominálnak, az udvar felé néző árkádokkal, amelyek részben laktanyaként részben katonai raktárként szolgáltak. A kisebb 18. századi barokk házak közül kiemelkedik a Plemić-ház[19] (Franjevačka 5.) kagylódíszes rokokó homlokzatával. Középen áll a tér névadója a Szentháromság-oszlop,[20] melyet a pestisjárvány után fogadalomból emeltetett 1729–1730-ban az erőd parancsnokának felesége, Petrás Anna Mária, amint az a lábazatán elhelyezett feliraton is olvasható. Az oszlopot 1784-ben restaurálták, amikor négy újabb szobrot helyeztek el rajta, amelyek eredetileg valamelyik városkapun álltak.

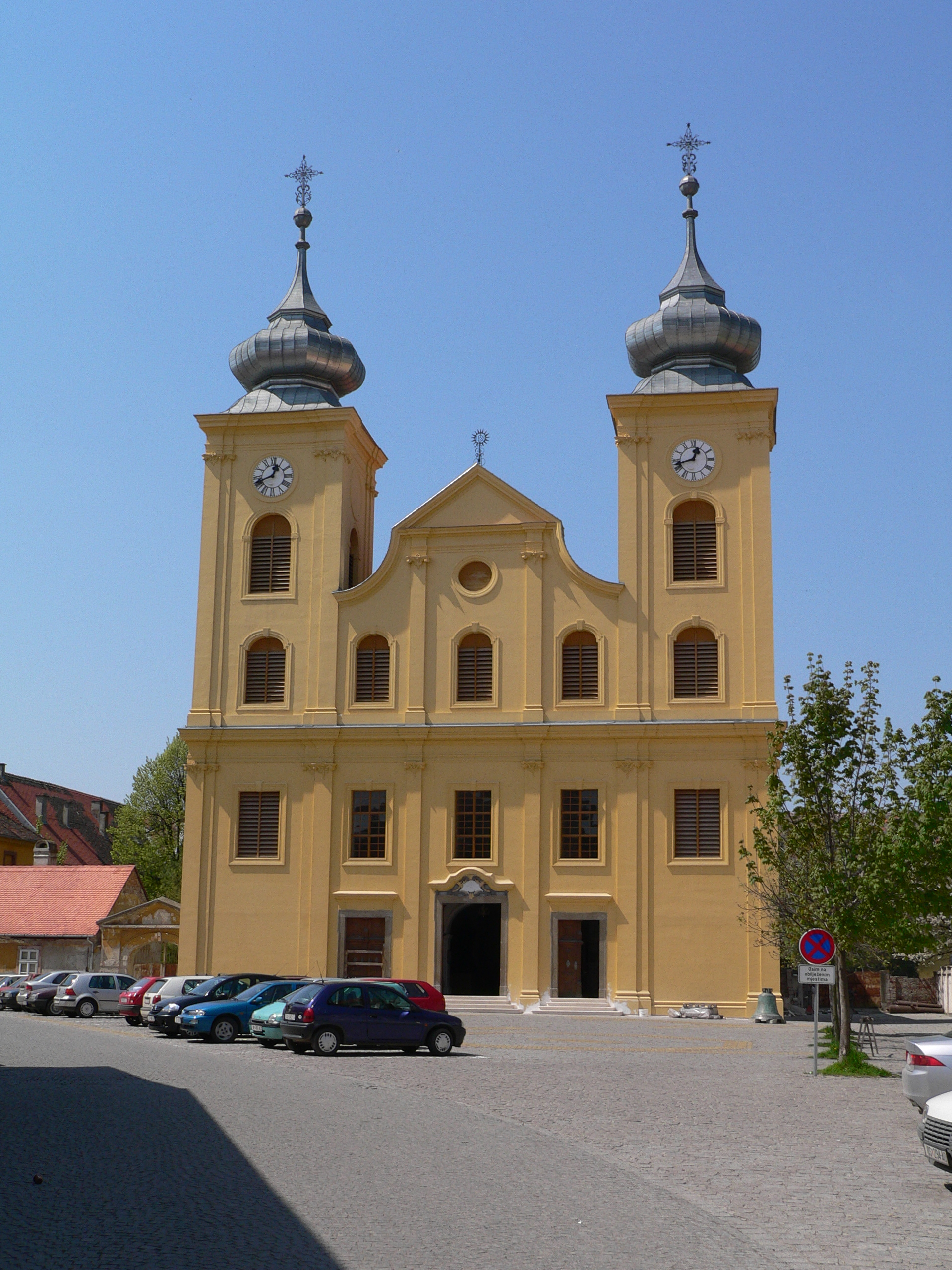
A Szent Mihály-templom

- A téren álló Szent Mihály-plébániatemplomot[21] 1298-ban építették. A török uralom idején dzsámivá építették át, majd a 17. század végén visszaalakították katolikus templommá. 1745 és 1748 között a jezsuiták barokk stílusban építették át. Két, 47 méter magas tornyával a tér domináns épülete, harangja minden pénteken 11 órakor a város 1687. szeptember 29-i felszabadulásának órájában megszólal. A főoltár képe is ezt az eseményt ábrázolja. A templom előtt a téren sárga téglákból az egykori Kászim pasa dzsámijának alaprajza van kirakva. A téren a vizek mellett élők védőszentjének Nepomuki Szent Jánosnak a szobra áll. Mivel Eszék gyakran volt kitéve a folyó áradásainak e szent szobrai a városban több helyen is megtalálhatók.

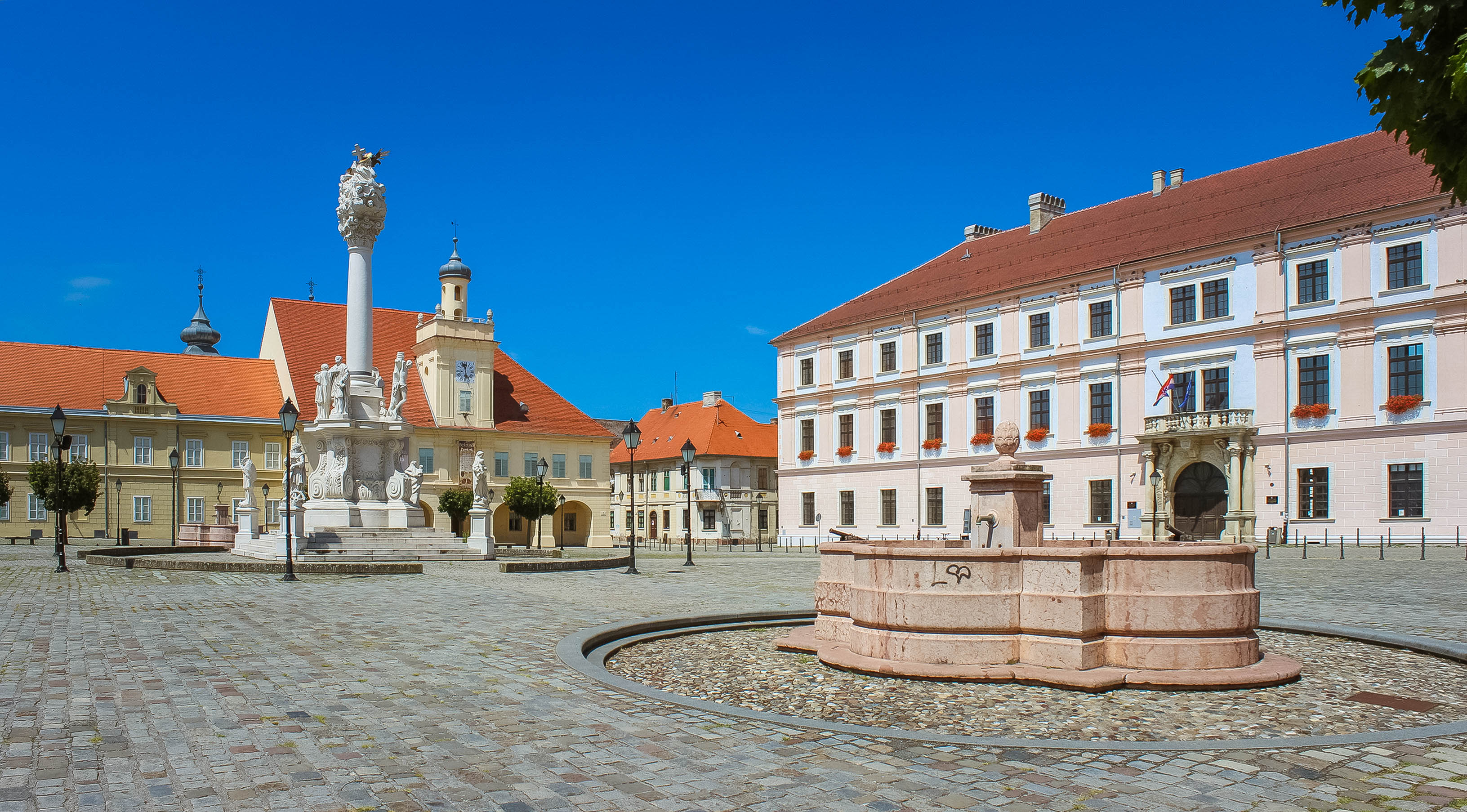
A Szentháromság tér

- A Szent Kereszt Felmagasztalása tiszteletére szentelt ferences templomot és kolostort[22] 1732-ben építették barokk stílusban. Az épületegyüttes három, korábbi szakrális épület, egy román és egy gótikus stílusú templom és egy török dzsámi alapjaira épült. A főoltárt az Eszéki Istenanya szobra díszíti, amely eredetileg a máriagyűdi kegytemplom kegyszobra volt. A szobor, mely állítólag a tatárjárást is átvészelte a Rákóczi-szabadságharc idején került ide azért, hogy a várható harcok nehogy kárt tegyenek benne. A szatmári béke (1711) után a gyűdiek visszakérték, de az eszékiek nem akarták nekik visszaadni, hiába fordultak a római egyházi törvényszékhez is. Így Rudnay Mátyás plébános más képet állíttatott a gyűdi oltárra. Az eszékiek nagy becsben tartják a Szent Antal-oltárt is, mivel 1727 óta a szent ünnepén, június 13-án tartják a várban a búcsút. Az ezt kísérő nagyvásárban a kézműves termékektől a játékokig minden megtalálható. Kiemelkednek a viaszból és méhviaszból kézzel készített termékek, különösen a horvát mézeskalács, amely szerepel az UNESCO világörökség listáján.

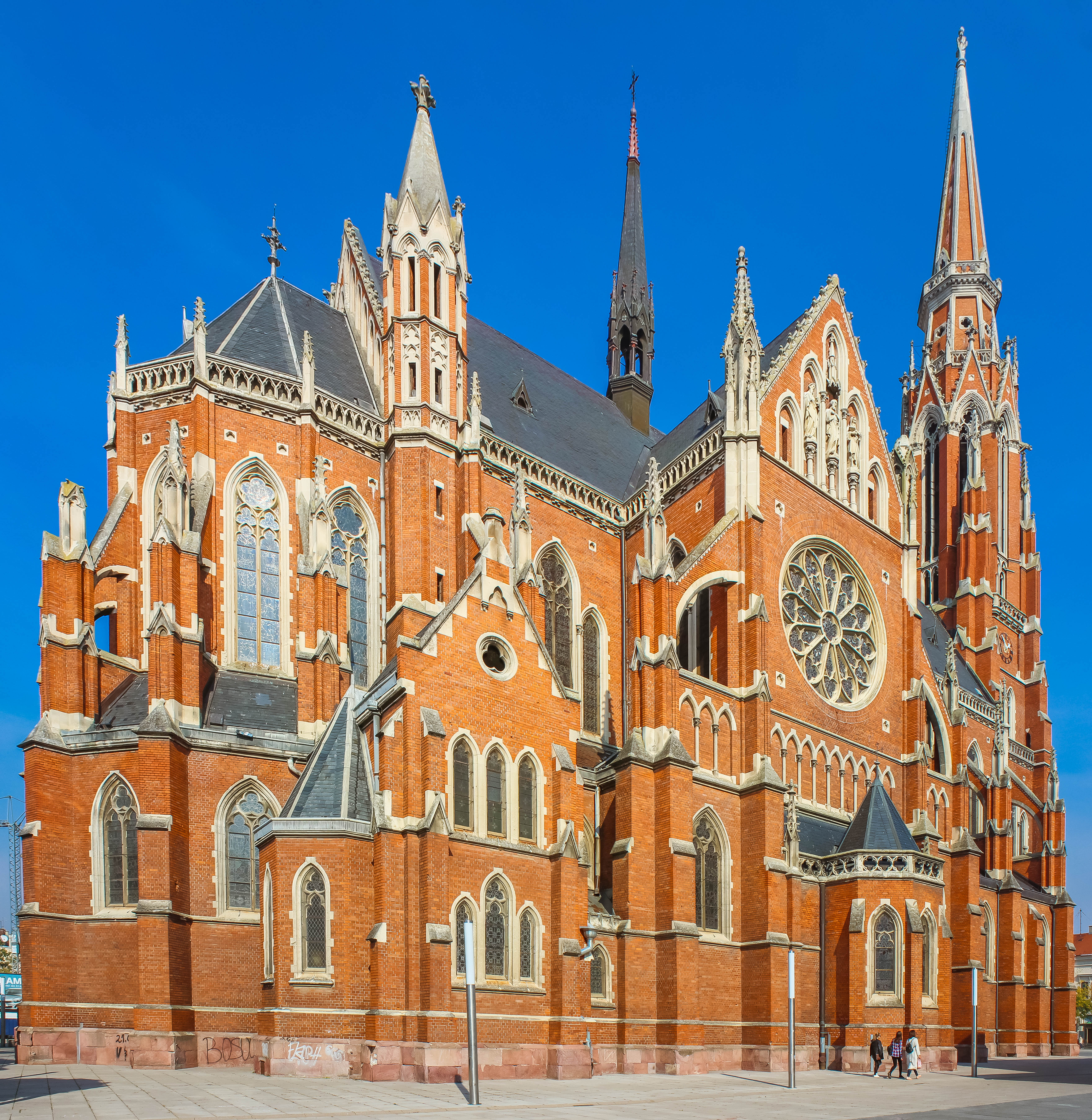
A Szent Péter és Pál-tárrsszékesegyház

- A Szent Péter és Pál-társszékesegyház[23] építését 1894-ben kezdték meg a város nagy szülötte Josip Juraj Strossmayer diakovári és szerémi püspök kezdeményezésére. A templom a mai Diakovár-Eszéki főegyházmegye társszékesegyháza, ezért a helyiek csak székesegyháznak hívják. Az épület az itt állt régi barokk templom lebontása után mindössze négy év alatt elkészült. 1898 óta elképzelhetetlen Eszék panorámája 90 méter magas harangtorony nélkül, amely ma Horvátországban és egész Délkelet-Európában a második legmagasabb templomtorony. A templomot vörös téglákból építették neogótikus stílusban Franz Langenberg és Richard Jordan német építészek tervei szerint. A freskókat Mirko Rački híres horvát festő festette. A templom öt haranggal rendelkezik, közülük a legnagyobb több mint 2,5 tonnás súlyával egyben a harmadik legnagyobb harang egész Horvátországban. Az épületet a délszláv háborúban több mint száz találat érte. A háború után felújították.

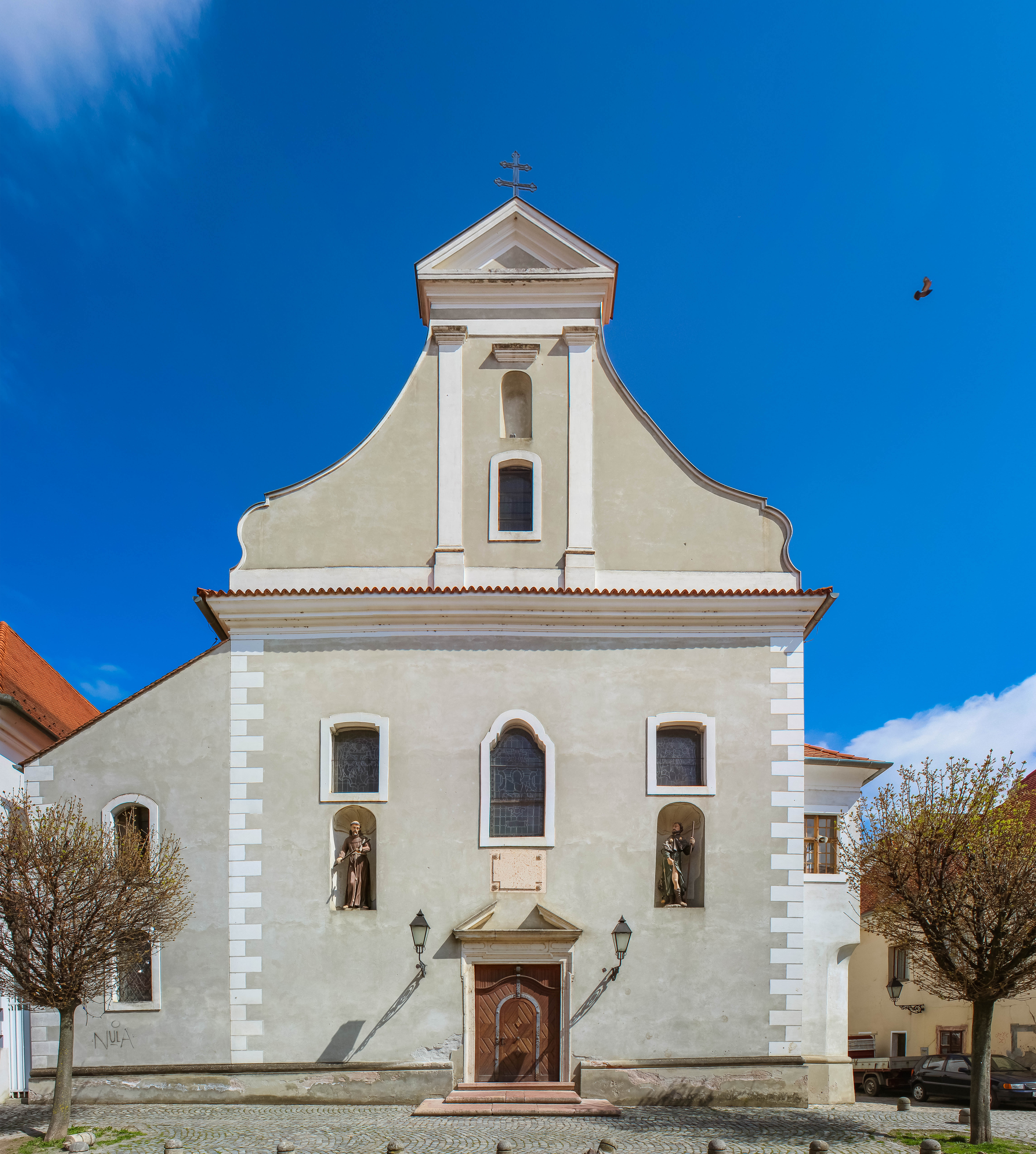
A Szent Kereszt templom

- A szecesszió az Osztrák-Magyar Monarchia különösen kedvelt építészeti stílusa volt. Ebben a stílusban építették a 20. század elején az Europska Avenija sugárút fényűző városi palotáit. Legtöbbjük a bécsi szecesszió stílusát tükrözi, bár a legnagyobb, a Postapalota[24] a magyar szecesszió stílusában épült. Ezen az úton a 19. századi klasszicista épületek egész sorával is találkozhatunk, köztük a bíróság monumentális épületével.[25] Az itt található összes épület közül talán a Szépművészeti Múzeum[26] a leglátogatottabb, melynek gyűjteményében rengeteg művészi festmény és szobor található. A legérdekesebb festmények témái a 18. és 19. század szlavón nemesi családjainak portréi, valamint Szlavónia és Baranya romantikus tájai, melyeket az eszéki rajziskola alapítói Hugo Conrad von Hötzendorf és Adolf Waldinger alkottak.

- A vártól délre található az Eurodom Bevásárló- és Kulturális Központ. Egy üveg felhőkarcoló, amelyet Eszék lakosai ikertornyoknak is neveznek. Magassága 61 méter, így a Hotel Eszék (62 méter) és a székesegyház (90 méter) után a város harmadik legmagasabb épülete. Az Eurodom mellett található a Fájdalmas kápolna, egy kisebb barokk épület, amely 1780-ból származik. A kápolna az eszéki Rómeó és Júlia legendájáról ismert. A 18. század elején egy fiatalembert lopás miatt halálra ítéltek, amelyet valójában nem követett el, de ezt elhallgatta szerelme jó hírének védelme érdekében.

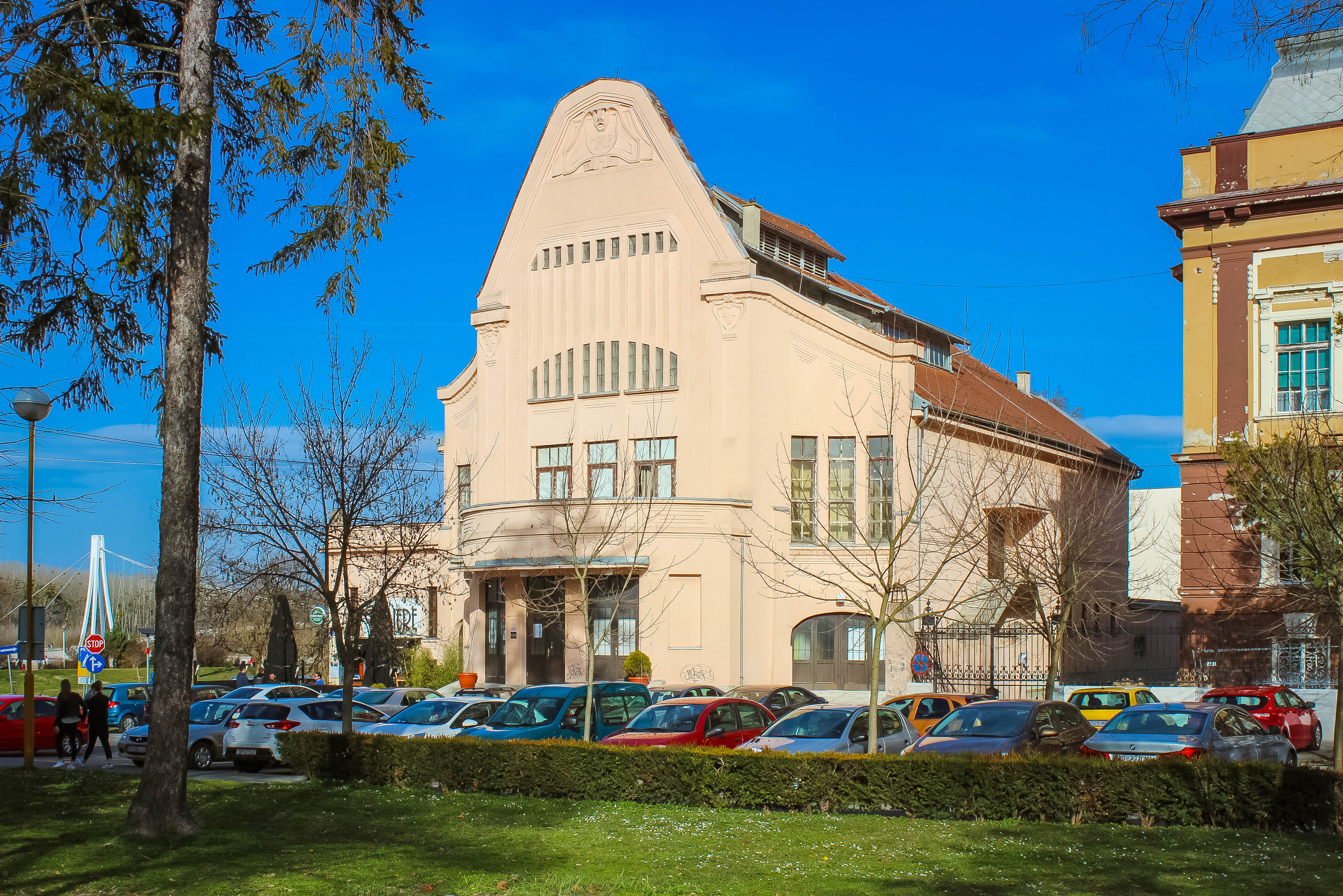
Az Uránia mozi épülete

- A Felsőváros szívében a romantikus Sakuntala parkkal elválasztva, két régi mozi épülete található. Az Uránia mozi[27] 1912-ben, az Európa mozi 1939-ben épült. Az Európa mozit, melyet ma időszakos rendezvényekhez és különféle kulturális eseményekhez használnak sokaknak tekintik a modern építészet egyik legszebb művének Eszéken. A szakértők szerint az Uránia mozi, az eszéki Victor Axman alkotása az egyik legjobb szecessziós épület a városban, sőt azon túl is. A mozit nemcsak filmvetítésekre építették, hanem a Budnost (Éberség) szabadkőműves páholy házának is, s 1912-től 1924-ig használták. (Azután a Trenk tér egyik házát alakították át erre a célra.)[28] Maga az épület tele van a homlokzaton is látható szimbólumokkal, a piramis alakjától a szfinx domborművéig, amely a „templom őre”. Noha Eszéken szabadkőműves házak már nincsenek, létezik egy érdekes legenda, amely szerint a szabadkőművesek szándékosan állították fel templomukat az eszéki székesegyház előtt annak érdekében, hogy megmutassák erejüket és társadalmi befolyásukat az egyházzal szemben.

- A város főterétől délre található a Županijska utca. Itt két fontos intézmény található: a Županijska palača (Megye palota) néven ismert megyei közgyűlés épülete,[29] amelyet klasszicista stílusban építettek 1842-ben, és a Horvát Nemzeti Színház épülete,[30] amelyet velencei-mór stílusban építettek 1866-ban. A színházi előadásokat eredetileg németül, majd 1907 óta a horvát nyelven mutatták be. A színház jobb oldalán a második világháborúig zsinagóga volt, amelyre ma emléktábla emlékeztet bennünket. Az utcán sétálva érdekes egy eltévedt ágyúgolyót találunk. Valószínűleg a 19. század közepén az erődből tévedésből lőttek ide ágyúgolyót, mely a Megye palota fal lábánál állt meg.

- A korzó elején, a fő tér és a Kapucinska utca kereszteződésében található a barokk Szent Jakab=templom és a hozzá kapcsolódó kapucinus kolostor,[31] mely a 18. század elején épült. Noha a templom homlokzata nagyon egyszerű, a belső terek freskókkal és vallásos festményekkel gazdagon vannak díszítve. Ebben az utcában található az 1905-ben épült egykori Royal Hotel.[32]

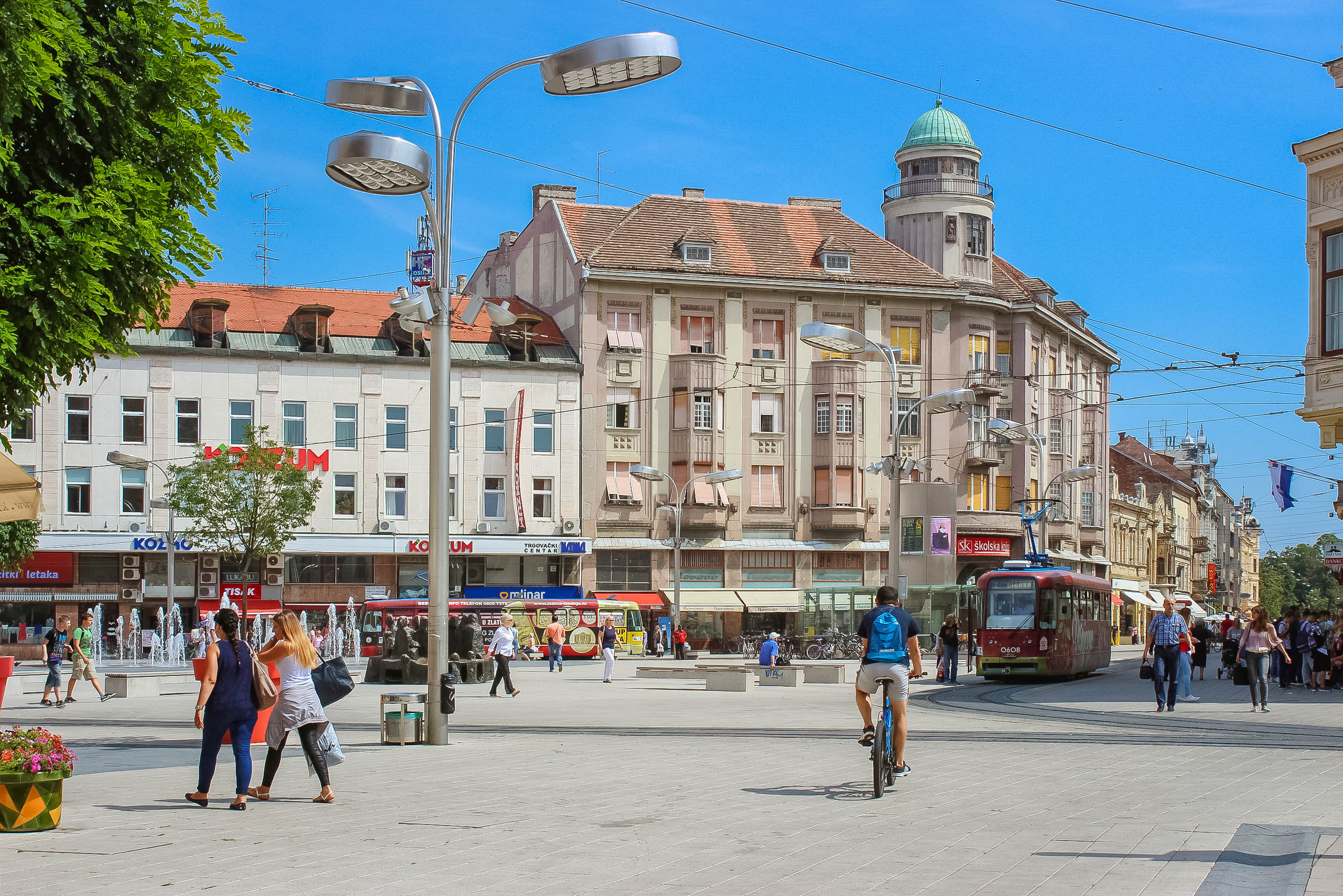
Az Ante Starčević tér

- A Felsőváros főterét Ante Starčevićről, a neves 19. századi horvát politikusról nevezték el. Emlékműve mellett található az Eszéki polgárok szobra. A székesegyház melletti téren két neoreneszánsz épület dominál, a megyei önkormányzat déli oldalán: az 1890-ben épített Normann-palota,[33] a nyugati oldalon pedig az 1873-ban épített úgynevezett Gradska kuća (városi ház). Az épület túloldalán, a Ribarska tér és a Šamacka utca kereszteződésénél egy gyönyörű barokk saroképület található homlokzatán elefántszoborral. Ezt egy eszéki kereskedő, Ivan Leipzig állította, hogy ügyfeleit ezzel is vonzza a keleti árukat forgalmazó áruházába. Manapság a tér Eszék lakosságának kedvenc találkozóhelye, a mindennapi baráti találkozóktól a nagy ünnepségekig, amelyek között kiemelkedik az újév ünnepe, pezsgővel, nagy tűzijátékkal és a hagyományos bécsi keringővel.

- Az Alsóvárosban Drávapart közelében álló Mária Legdicsőségesebb Neve plébániatemplomot[34] 1732-ben építették egy régebbi, 1714-ben épített templom helyén.

- Az alsóvárosi Havas Boldogasszony templomnak két nevezetessége van: a Grazban épített 17. századi orgona és a Havas Boldogasszony szobra, amelyet Máriazellből hozott fogadalmi ajándékként egy osztrák császári katona.

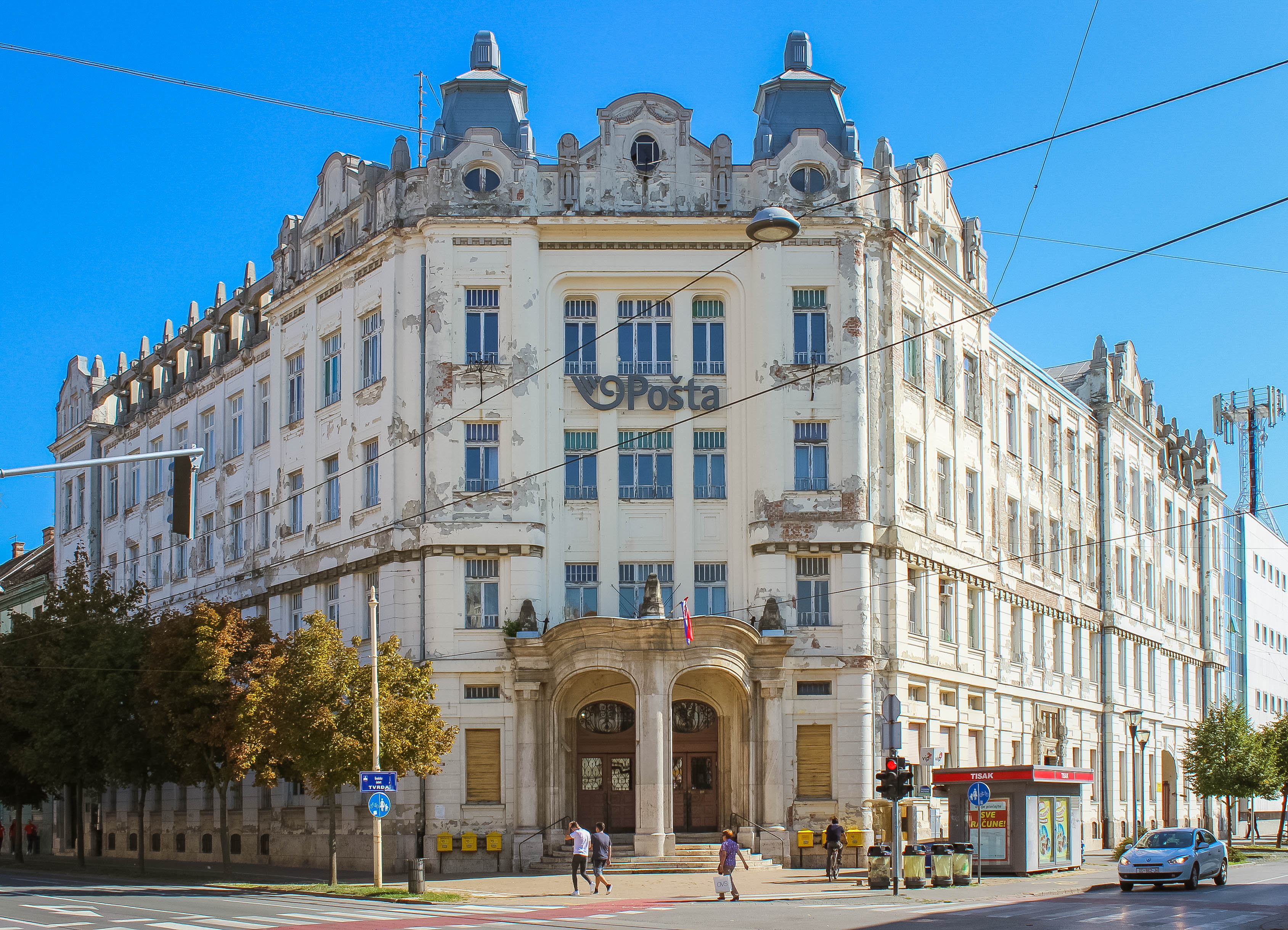
A Postapalota az Europska Aveniján

- Az alsóvárosi plébániatemplomtól nyugatra a kórház felé található az 1744-ben épített Szent Rókus=kápolna, melyet fogadalomból építettek a pestisjárvány túlélői.[35] A kápolna mellett áll az Istenanya fogadalmi szobra és egy szép, árkádos barokk ház. A város egyik legrégibb polgárházának tulajdonosa ma is a Kragujević-Mitrović család.

- Az alsóvárosi plébániatemplom közelében áll a Boldogságos Szűz Mária Mennybemenetele ortodox templom. Eredetileg a 18. században építették és a következő két évszázadban Szlavónia egyik legcsodálatosabb barokk templomává vált. A második világháborúban történt pusztulása után a 20. század közepén újjáépítették Manchester ortodox templomának mintájára szerbbizánci stílusban. Nagyon érdekes színes, tematikus falfestményeket és ikonokat őriz. Atmoszférája kissé középkori.

- A függőhíd és a Téli kikötő között a Dráva sétányon található az a nagy Szecessziós kút ,[36] amelyet a gróf Pejacsevich család ajándékozódott Eszék városának 1903-ban.

## Híres emberek
Eszéken született:
- 1815. február 4-én, Josip Juraj Strossmayer német származású horvát katolikus pap, és nacionalista politikus
- 1841. augusztus 4-én Franjo Maixner filológus, egyetemi tanár, akadémikus, a Zágrábi Egyetem rektora
- 1962. július 29-én Miroslav Škoro énekes
- 1968. január 1-én Davor Šuker labdarúgó
- 1992. november 7-én Mia Dimšić énekesnő[forrás?]

## Kultúra

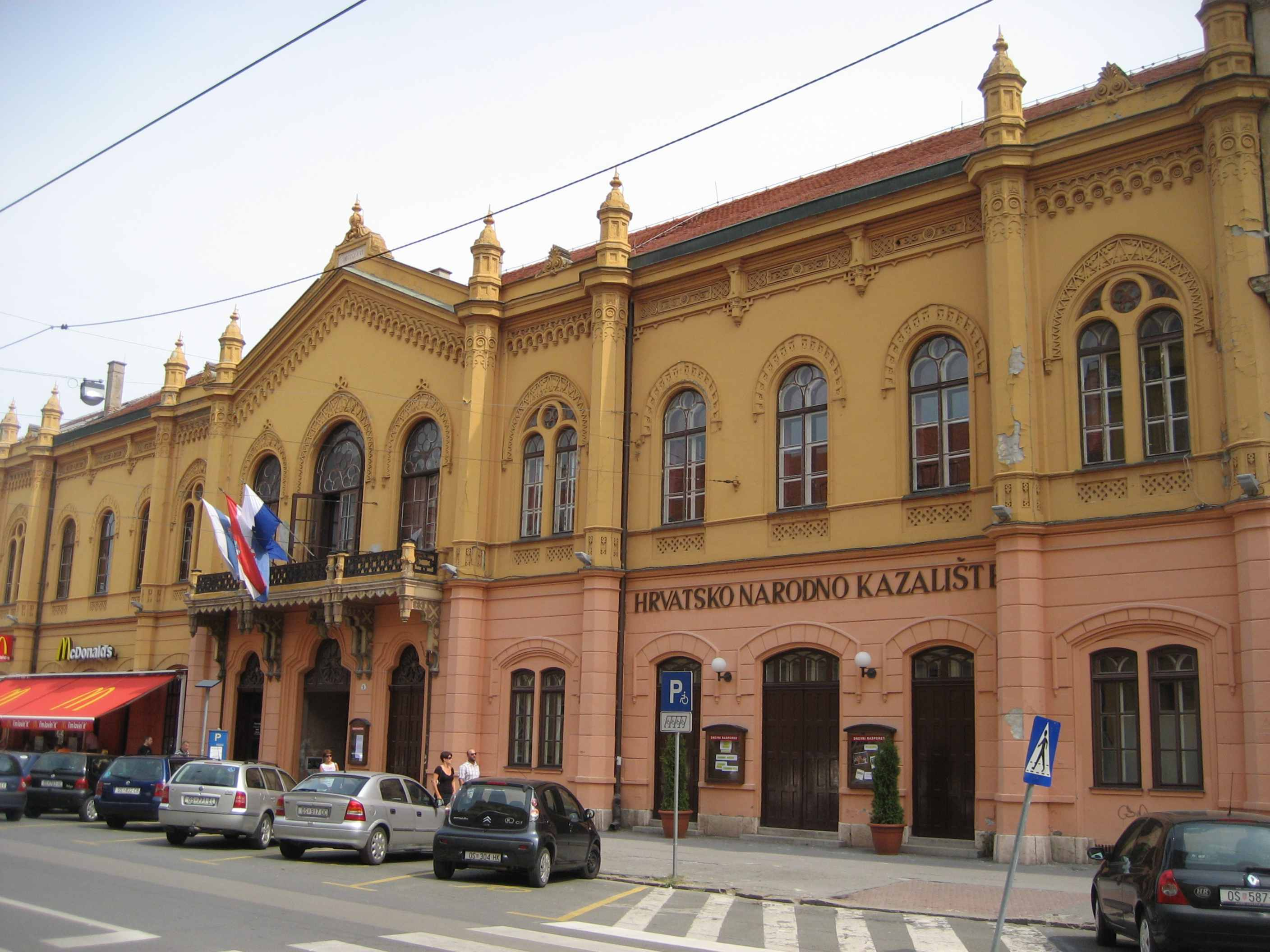
A Horvát Nemzeti Színház épülete

- Színházi előadások már a 18. században zajlottak Eszéken, az első színházi épület, a Horvát Nemzeti Színház pedig 1866-ban épült. A Nemzeti Színház ma is a Szlavónia legfontosabb színházi intézménye. Rajta kívül gyermekszínház is található Eszékben.

- A Szlavónia Múzeum az egykori városi bíróság épületében működik, itt Szlavónia történelmével kapcsolatos tárgyak gazdag gyűjteményét tárolják. A múzeumnak gazdag régészeti gyűjteménye is van, mely szintén a vár területén, a korábbi Főőrház épületében van elhelyezve. Köznyelven gyakran Régészeti Múzeumnak nevezik. A volt eszéki Régészeti Múzeumot 2012-ben csatolták a Szlavónia Múzeumához, ennek során a Szlavónia Múzeum átvette a Régészeti Múzeum összes ingatlanát, alkalmazottait, jogait és kötelezettségeit.

- Az egykori várlaktanyában elhelyezett Állami Levéltárban őrzik a szlavóniai történelem számos írásbeli kincsét.

- A helyi múzeumok között található a Szépművészeti Múzeum, amely értékes festménygyűjteményt őriz a 18. és a 20. század közötti időszakból. A városban több kisebb galéria is található, többségben a kortárs képzőművészet alkotásaival. Ilyen a Waldinger kiállítóterem, a Galerije L, a Leonardo, a Sretna utca művészeti galériája, a HDLU Osijek kazamatagaléria, a Pegazas galéria és a Karikatúra galéria.

- A könyvtárak közül a legjelentősebbek a Városi könyvtár és az egyetemi könyvtár.

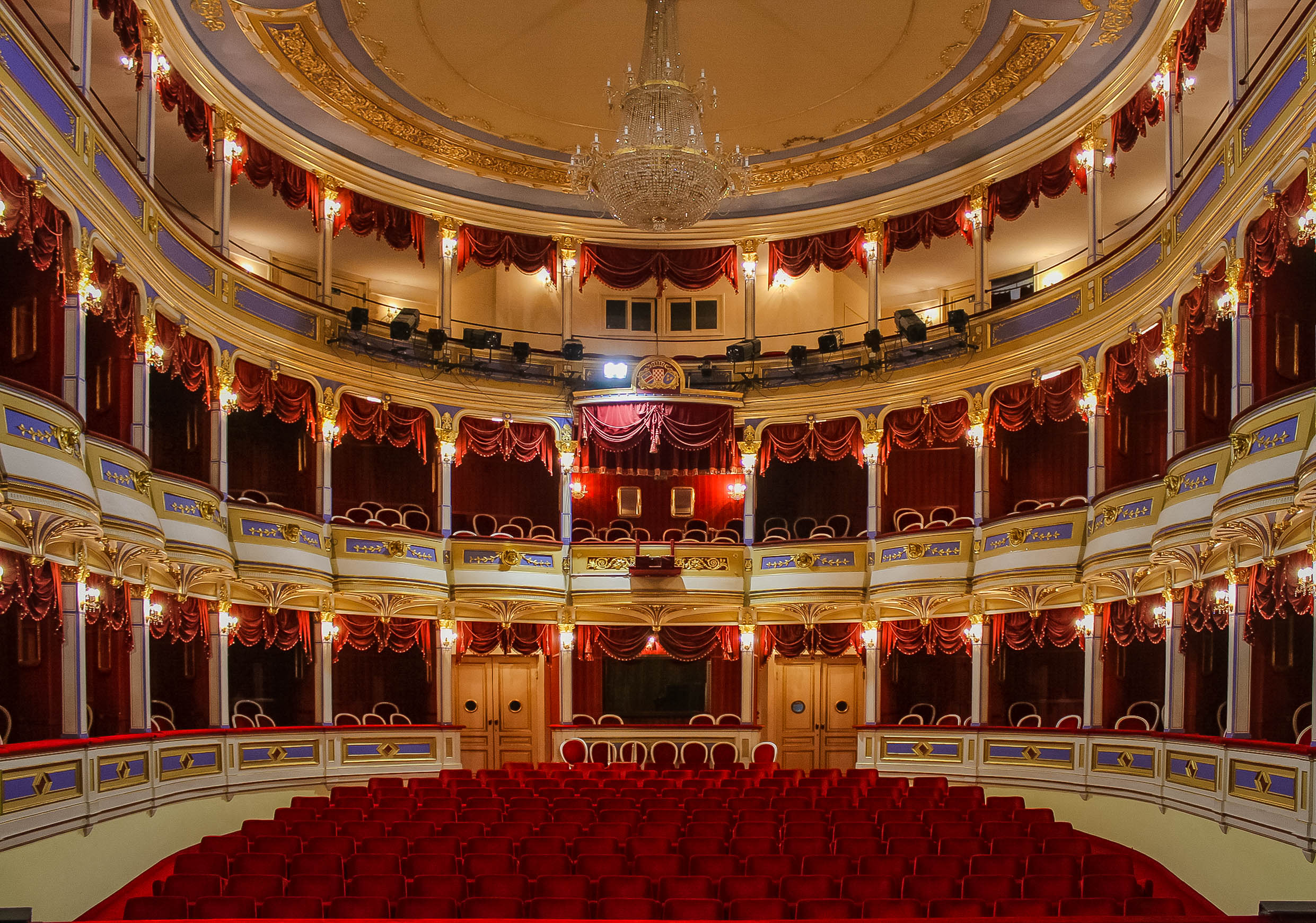
A Horvát Nemzeti Színház nézőtere

- 2004 óta rendezik meg az „Urban fest Osijek” zenei fesztivált, melynek célja a régió még nem befutott fiatal bandáinak és DJ-inek népszerűsítése. A Zeko a város gyermek zenei fesztiválja.

- A városban két nagy kulturális és művészeti egyesület működik: a HKUD „Osijek 1862.” és a HKUD „Željezničar”. Itt működik a „Pajo Kolarić” szlavón tamburazenekar is. Emellett még számos más hagyományos kultúregyesület és szervezet található itt.

- A magyar kisebbség kulturális szervezeti a Népkör magyar kulturális egyesület és a Horvátországi Magyar Oktatási és Kulturális Központ.

- 2016-ban a város bejelentkezett az Európa kulturális fővárosa 2020 címre is, melyet végül Fiume nyert el.

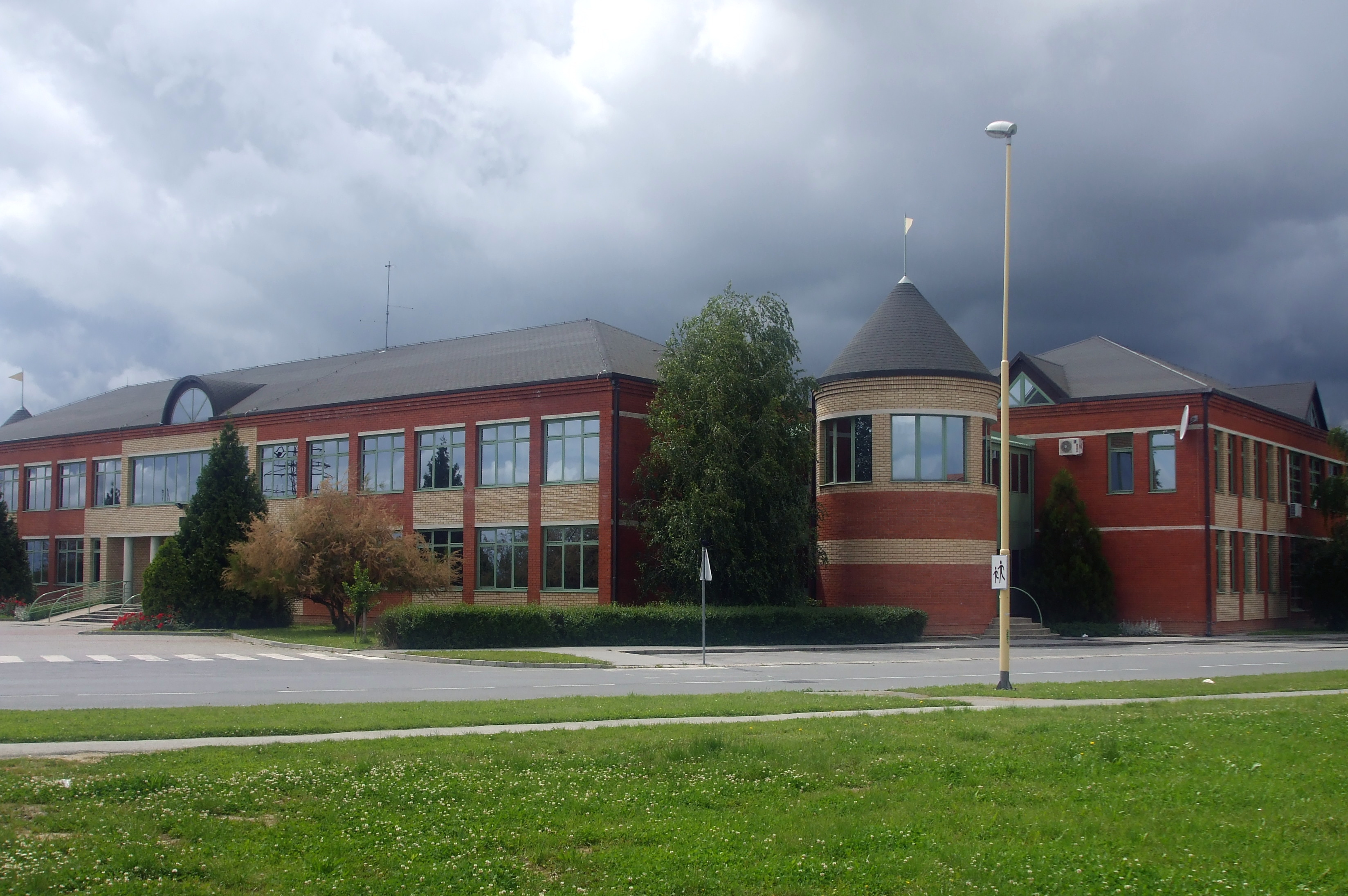
Horvátországi Magyar Oktatási és Művelődési Központ

## Média
- Eszéken számos napilap jelenik meg. A legjelentősebb a „Glas Slavonije” (Szlavónia hangja). Regionálisabban orientált volt a „Slavonski dom” (Szlavón otthon), az egykori Osječki dom utódja, amelyet a gazdasági válság hatására 2009 utolsó napján beszüntettek. A gazdasági válság kezdete, 2006 óta jelenik meg az ingyenes regionális üzleti magazin, a „BIZdirekt”.

- Eszékről több rádióállomás is sugároz: „HRT – Radio Osijek” (Eszéki Rádió), „Slavonski radio” (Szlavón rádió), Laganini Osijek, valamint az Eszék Egyetem hallgatóinak rádiója a „Studentski radio UNIOS”, amely „Radio ETFOS” néven az Eszék Tudományegyetem Villamosmérnöki Karának rádiójaként kezdett működni. További rádióadók a „Radio Plus”, és a „Gradski radio”.

- A HRT országos televízió eszéki stúdiója mellett két helyi televíziós állomás is működik: a „Televizija Slavonije” és a „Baranje i Osječka televizija”.

## Oktatás

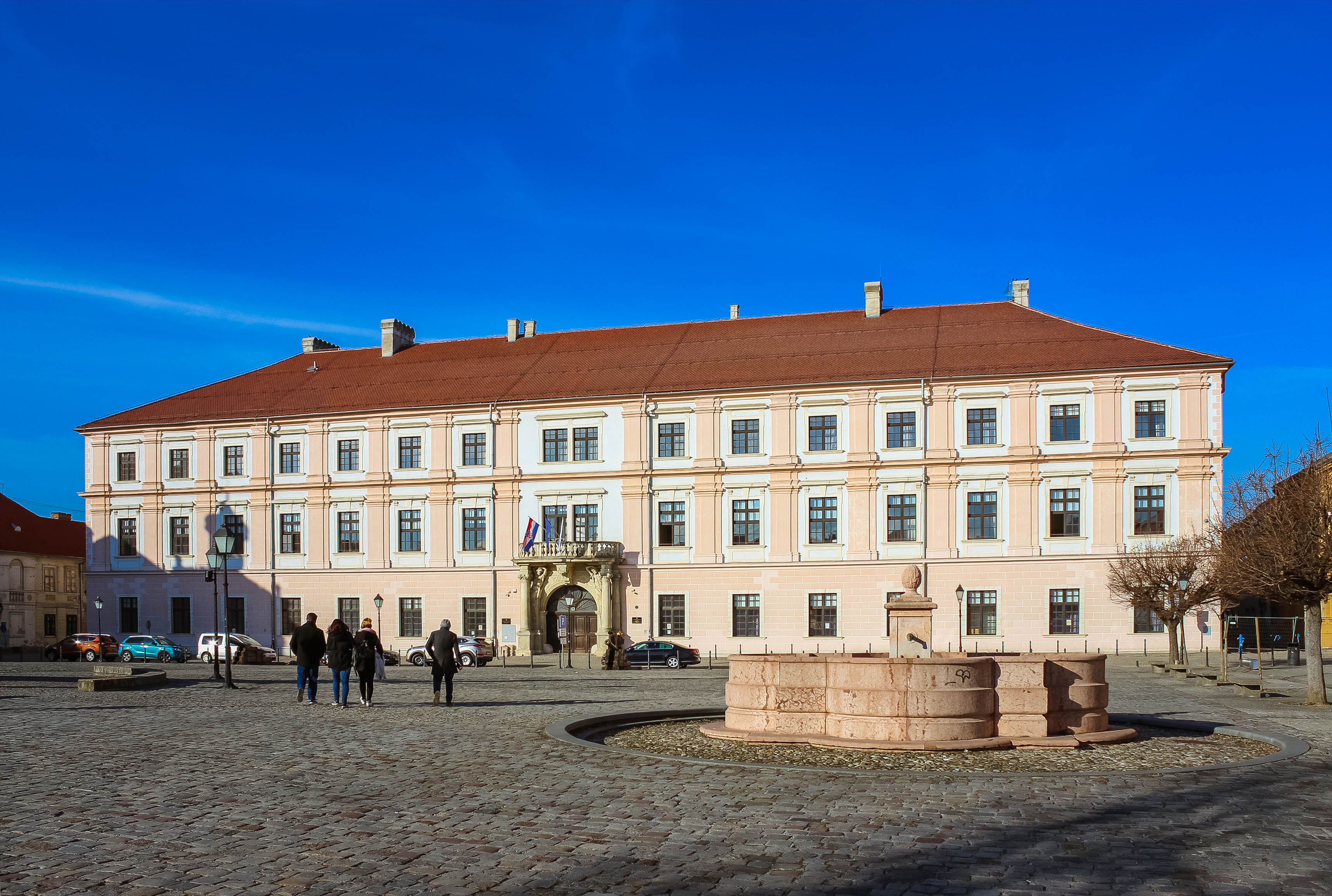
A J. J. Strossmayer Egyetem főépülete

### Felsőfokú oktatás
Az eszéki Josip Juraj Strossmayer Egyetem karai:
- Katolikus hittudományi kar (Diakovár)
- Közgazdasági kar
- Elektrotechnikai, számítástudományi és informatikai technológiai kar
- Filozófiai kar
- Építőmérnöki kar
- Orvostudományi kar
- Agrobiotechnikai tudományi kar
- Fogorvosi és egészségtudományi kar

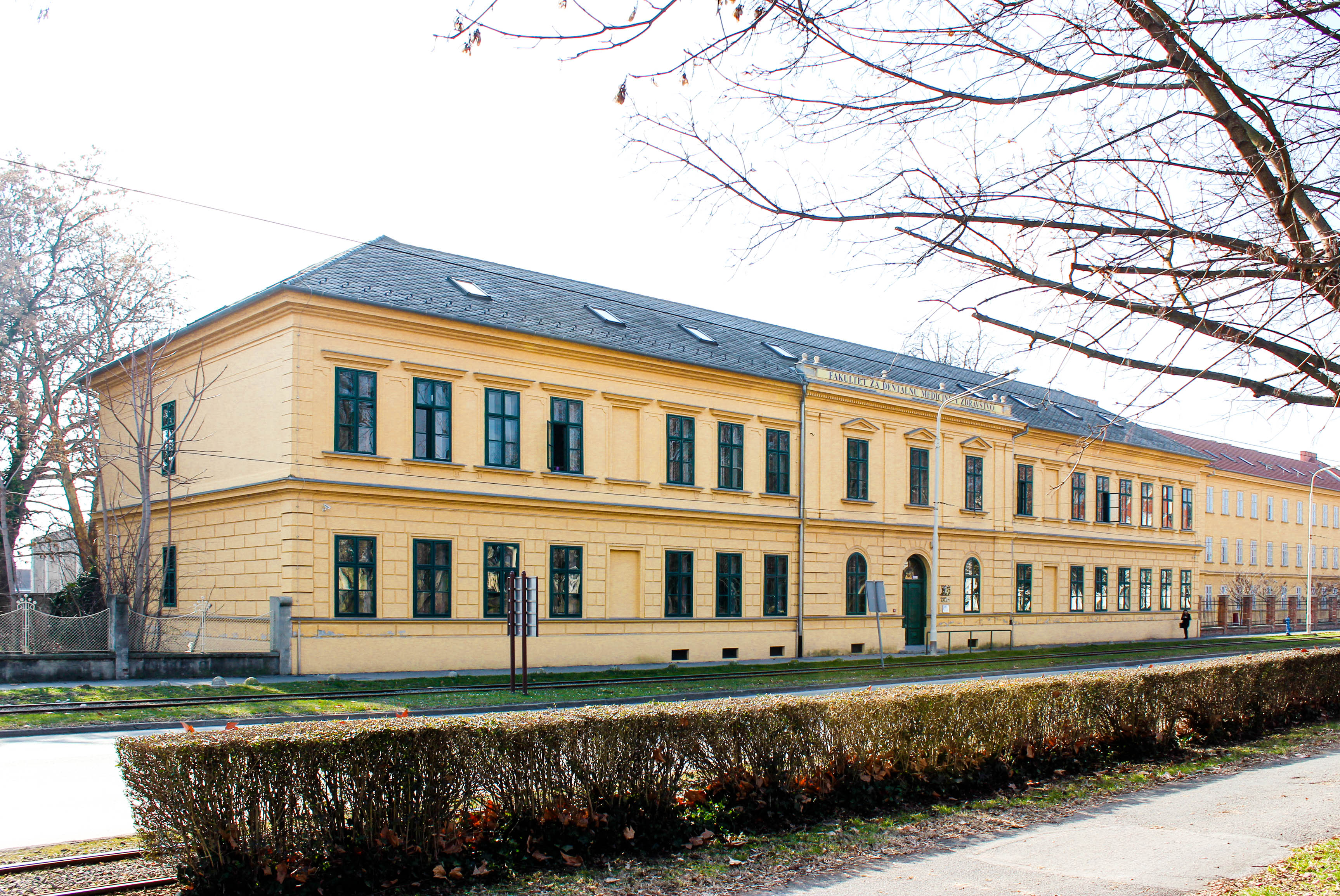
Az Orvostudományi kar épülete

- Jogi kar
- Élelmiszeripari technológiai kar
- Oktatási és nevelési kar
- Matematikai tanszék
- Fizikai tanszék
- Kémiai tanszék
- Biológiai tanszék
- Művészeti és kulturális akadémia

Evangélikus teológiai főiskola

### Középfokú oktatás
- Elektrotechnikai és közlekedési szakközépiskola
- Gépésztechnikai középiskola
- I. gimnázium
- II. gimnázium
- III. gimnázium
- Egészségügyi szakközépiskola
- Mezőgazdasági és állattenyésztési szakközépiskola
- Építészeti és földmérési szakközépiskola
- „Ruđer Bošković műszaki és természettudományi gimnázium
- Közgazdasági és igazgatási szakközépiskola
- Vendéglátóipari és turisztikai szakközépiskola
- Horvátországi Magyar Oktatási és Művelődési Központ – Eszék
- Ipari szakképző iskola
- „Davor Milas” kereskedelmi szakközépiskola
- Textildesign és alkalmazott művészeti szakközépiskola
- „Vinko Bek” képesitő és oktató középiskola
- Franjo Kuhač zeneiskola
- Jezsuita gimnázium
- „Gaudeamus” magán középiskola
- Edunova felnőttképző intézet

### Alapfokú oktatás
- O.Š. Fran Krsto Frankopan általános iskola
- O.Š. Vladimir Nazor általános iskola
- O.Š. Franjo Krežma általános iskola
- O.Š. Sveta Ana általános iskola
- O.Š. Vladimir Becić általános iskola
- O.Š. Antun Mihanović általános iskola
- O.Š. Mladost általános iskola
- O.Š. Vijenac általános iskola
- Horvátországi Magyar Oktatási és Művelődési Központ - Eszék
- O.Š. Jagoda Truhelka általános iskola
- O.Š. Ljudevit Gaj általános iskola
- O.Š. Tin Ujević általános iskola
- O.Š. Grigor Vitez általános iskola
- O.Š. Augusta Šenoa általános iskola
- O.Š. "Dobriša Cesarić" általános iskola
- O.Š. Ivan Filipović általános iskola
- „Ivan Štark” Nevelési és Oktatási Központ
- Autista Központ

## Közlekedés

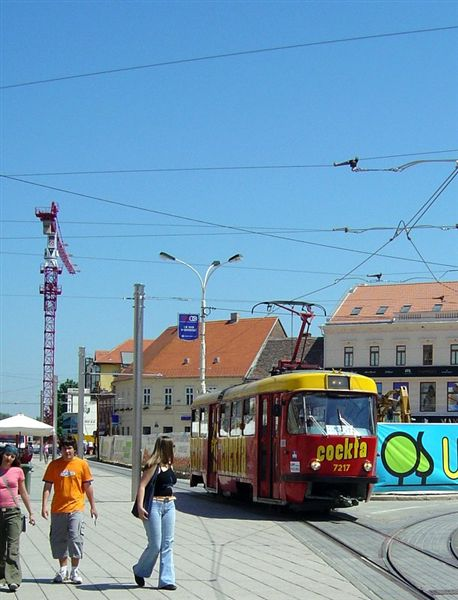
Utcakép villamossal

A városban villamos és autóbuszközlekedés is van. A lóvasút 1884-ben indult meg, amely az első volt Horvátországban, a villamosítás 1926-ban történt meg. 2008-ban elektronikus jegyrendszert vezettek be BUTRA néven.
Eszék a Budapest-Szarajevó-Ploce nemzetközi közlekedési folyosón található. Annak ellenére, hogy ezen a folyosón még nincs végig autópálya Eszék az A5-ös autópályával, az ún Slavonikkal csatlakozik a horvát autópálya hálózathoz. Eszéket vasúton, horvát vasúti szolgáltatások igénybevételével, légi úton pedig Eszéki repülőterén keresztül lehet elérni. A Dráván Eszékig szervezett folyami utasforgalom nincsen.

Villamosvonalak

### Villamosvonalak
- 1: Višnjevac – Trg Ante Starčevića – Zeleno Polje
- 2: Trg Ante Starčevića – Bikara

### Autóbuszvonalak
- 1:Kanižlićeva/Vijenac Petrove gore – Gajev trg – Jug II
- 3a: Čepin – Gajev trg – Tranzit
- 3b: Cvjetno naselje – Gajev trg – Remiza
- 4a: Čepin 4 – Gajev trg – MIO
- 4b: Briješće – Gajev trg – Tenja
- 5: Josipovac – Gajev trg – Bijelo brdo
- 6: Ivanovac – Gajev trg – MIO – Tvrđavica
- 7: Đakovština – Gajev trg – Industrijska zona Nemetin
- 8: Jug II – Zeleno Polje – Bolnica – Jug II

### Vasútvonal
Közlekedik vonat Zágrábba, Rijekába , Pélmonostorra ( 2018. decembere óta pélmonostori átszállással Pécsre.)

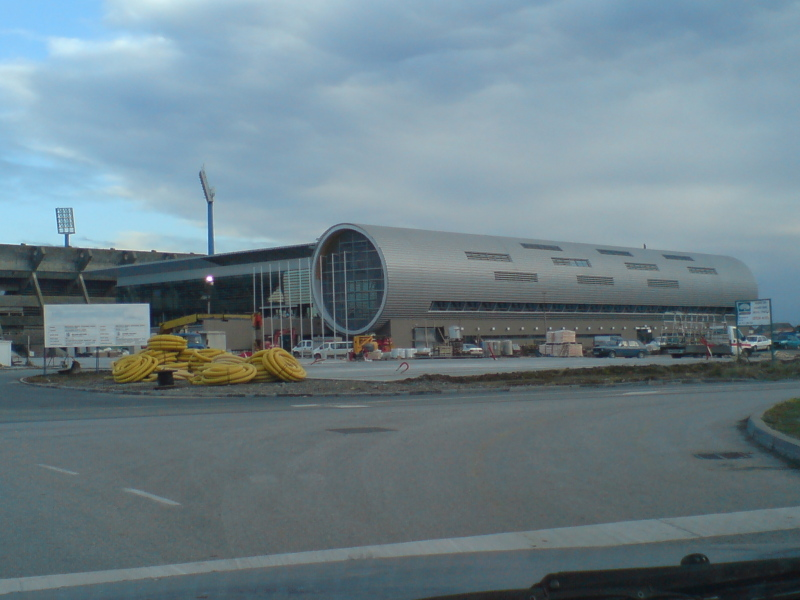
A Gradski vrt sportcsarnok

## Sport
A város jelentősebb sportlétesítményei:
- Gradski vrt stadion
- Gradski vrt sportcsarnok
- Zrinjevac sportcsarnok
- Jug sportcsarnok
- Sokolski dom
- Gradski bazeni sportuszoda
- Osijek teniszközpont
- Slavonija žito atlétikai klub
- Pampas lőtér
- Copacabana rekreációs központ

A város sportegyesületei:

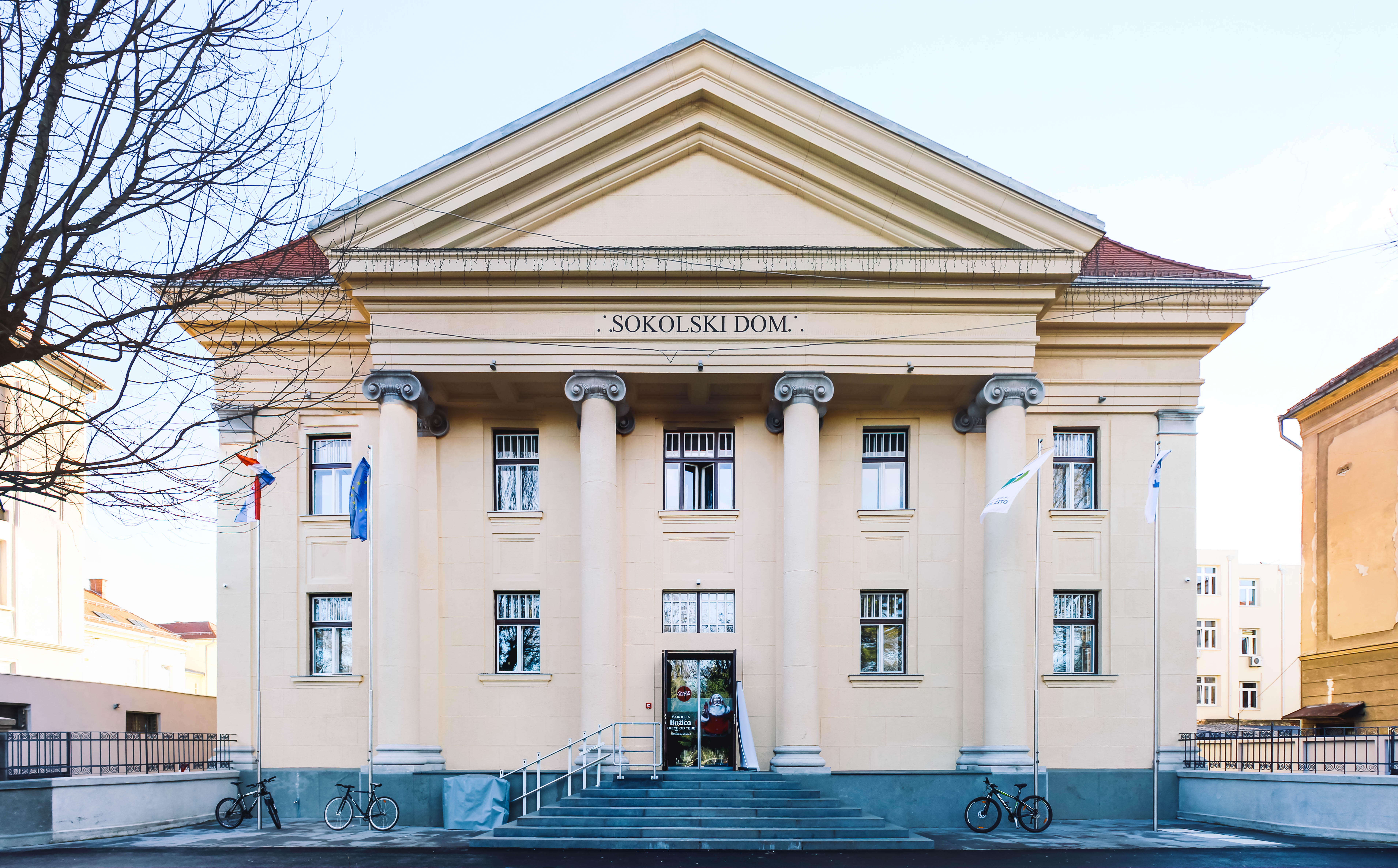
A Sokolski dom tornacsarnok

- NK Osijek labdarúgóklub (horvát nemzeti 1. liga)
- NK Grafičar-Vodovod labdarúgóklub (horvát nemzeti 3. liga, keleti csoport)
- NK Metalac Osijek labdarúgóklub (horvát nemzeti 4. liga, keleti csoport)
- NK Olimpija Osijek labdarúgóklub (horvát nemzeti 3. liga, keleti csoport)
- NK Elektra Osijek labdarúgóklub (horvát nemzeti 4. liga, keleti csoport)
- NK LIO Osijek labdarúgóklub (megyei 2. liga)
- Krpan Babić labdarúgó akadémia
- NK Fortuna VNO Osijek labdarúgóklub (megyei 3. liga)
- NK Mursa-Zanatlija Osijek labdarúgóklub (megyei 2. liga)
- STK Vodovod Osijek asztaliteniszklub
- STK Olimpija Osijek asztaliteniszklub
- KK Osijek 2006 kosárlabdaklub
- KK Osijek kosárlabdaklub
- ŽRK Osijek női kézilabdaklub (horvát 1. liga)
- RK Osijek Elektromodul kézilabdaklub (horvát 1. liga)

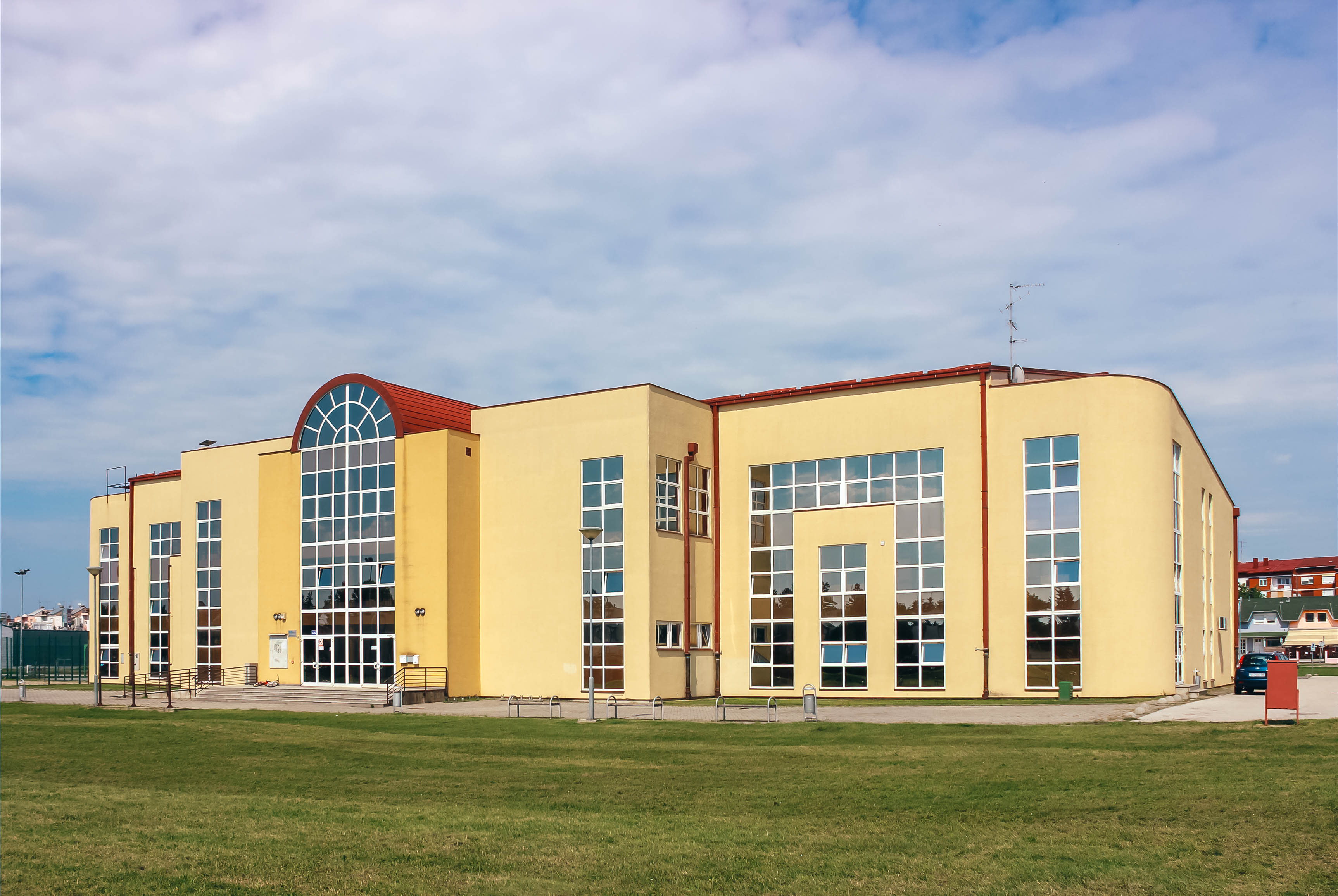
A Jug sport és rekreációs központ

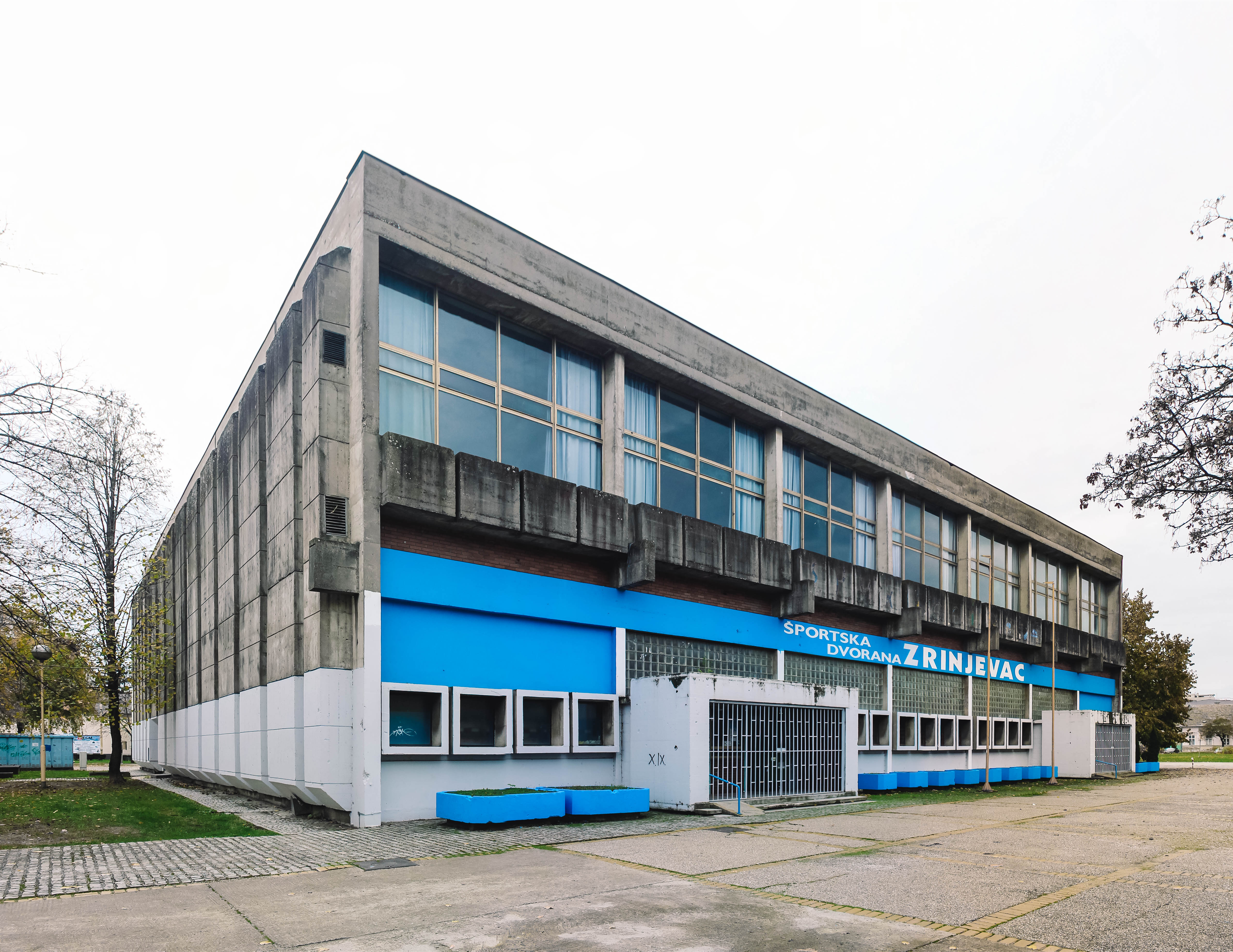
A Zrinjevac sportcsarnok

- MOK Mursa röplabdaklub
- ŽOK Osijek női röplabdaklub

- TK Osijek teniszklub
- GSD Osijek 1784 lövészklub
- Kandit Premijer tekeklub
- Konikom Osijek tekeklub
- ŽKK Osijek '97 női tekeklub
- IKTUS evezősklub
- BK Olimpija bocsaklub
- BK Sjenjak bocsaklub
- KK Fistra lovasklub
- VK Vidra vizilabdaklub
- TK Osijek taekwondoklub
- Heion Osijek aikidoklub
- HK Kune jégkorongklub
- JK Mladost Osijek cselgáncsklub
- PK Osijek-Žito úszóklub
- AK Slavonija-Žito atlétikai klub
- Osijek Cannons rögbiklub

## Egyesületek
- Horvát Vöröskereszt – Eszéki kirendeltsége
- Színházi csoportok
- Pannonius autó-motor klub

## Testvértelepülések
- Budapest XIII. kerülete, Magyarország
- Dunaharaszti, Magyarország [39]
- Pécs, Magyarország[39]
- Pforzheim, Németország[39]
- Maribor, Szlovénia[39]
- Tuzla, Bosznia-Hercegovina
- Ploiești, Románia
- Lausanne, Svájc[39]
- Nyitra, Szlovákia[39]
- Prizren, Koszovó[39]
- Elbasan, Albánia[39]
- Szabadka, Szerbia[39]
- Vicenza, Olaszország[39]